# Tombeaux saadiens
Les Tombeaux saadiens sont une nécropole royale historique à Marrakech, au Maroc. Ils datent de l'époque de la dynastie saadienne, et en particulier du règne d'Ahmad al-Mansur (1578-1603). Ils sont situés immédiatement au sud de la mosquée de la Kasbah, à l'intérieur du quartier royal de la kasbah  de la ville (citadelle). En raison de la beauté de leur décoration, ils constituent une attraction majeure auprès des visiteurs de la ville ocre.

## Histoire

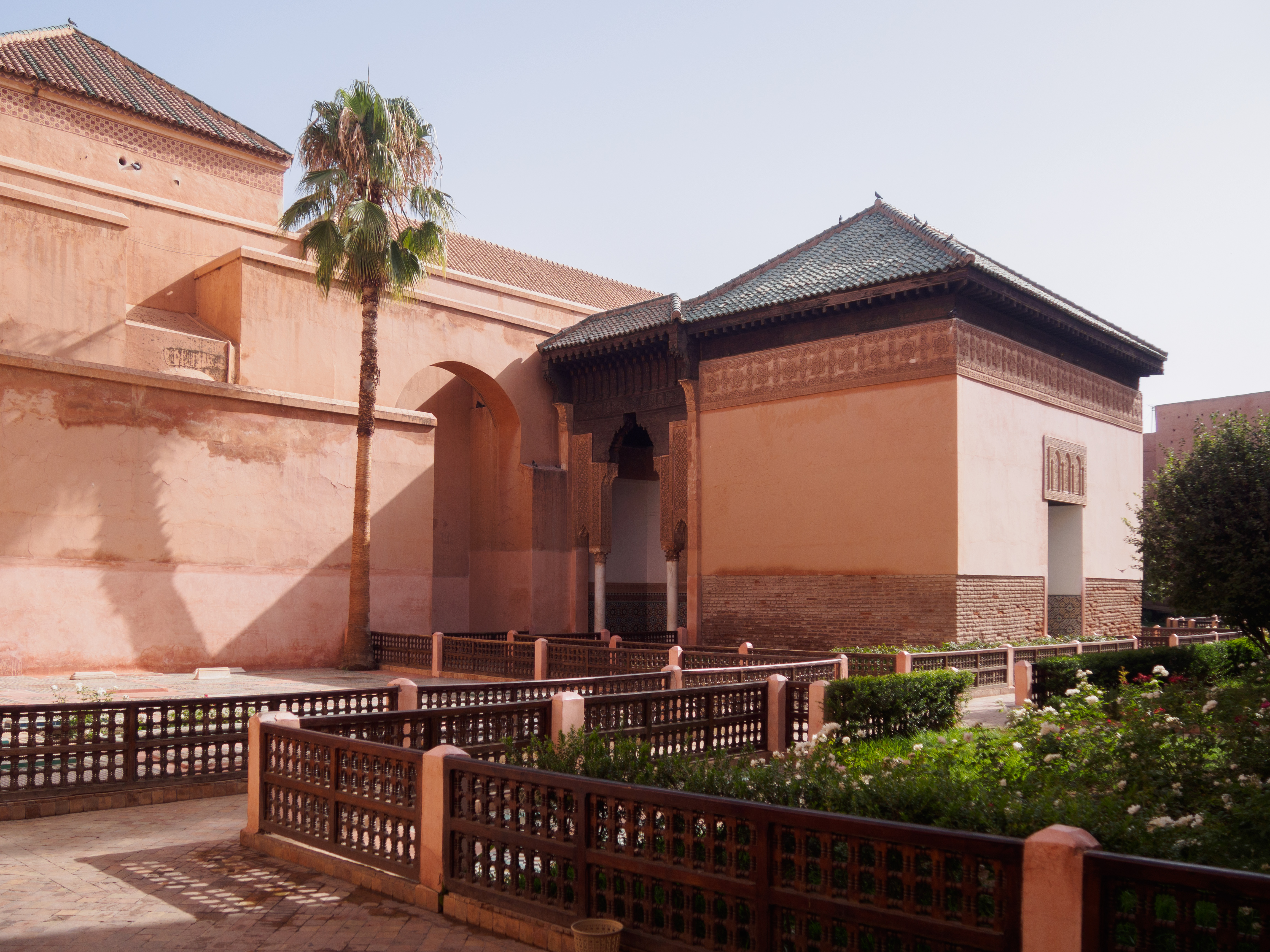
Vue de l'ancien mausolée oriental (à droite), construit contre les murs extérieurs de la mosquée de la Kasbah (à gauche).

### Avant les Saadiens
L'histoire ancienne de la nécropole est mal connue. La nécropole est attenante au mur de la qibla (dans ce cas, le mur sud-est) de la mosquée de la Kasbah qui a été construite, avec la kasbah royale environnante (citadelle), par le calife almohade Abu Yusuf Ya'qub (al-Mansur) à la fin du XIIe siècle (1185-1190). En conséquence, il est probable que c'était le site d'une nécropole même à l'époque almohade, bien qu'il n'y ait aucune preuve de personnages importants enterrés à l'emplacement de la nécropole à cette époque (les dirigeants almohades ont le plus souvent été enterrés à Tinmal),. On sait cependant qu'au XIVe siècle, pendant la période de la dynastie des Mérinides, le sultan Abu al-Hasan a été enterré temporairement ici en 1351. Il est décédé alors qu'il était en exil dans les montagnes du Haut Atlas et Marrakech était donc la ville la plus proche pour l'inhumation (qui, selon la tradition islamique, doit être effectuée rapidement). Quelques mois plus tard, son corps a ensuite été déplacé et réenterré dans la nécropole royale des Mérinides à Chellah (près de Rabat). Une pierre tombale en marbre avec une longue inscription témoigne de son premier enterrement dans la nécropole de la kasbah de Marrakech, et cette pierre tombale se trouve encore de nos jours dans la chambre aux trois niches des Tombeaux saadiens (vraisemblablement déplacée là pendant ou après la construction saadienne). L'enterrement du sultan mérinide à l'emplacement de la nécropole suggère qu'il devait déjà s'agir d'un cimetière à l'époque. Par la suite, la nécropole est également devenue le lieu de sépulture des émirs Hintata qui contrôlaient la région de Marrakech du milieu du XVe siècle jusqu'aux années 1520. Certaines de leurs épitaphes sont encore visibles aujourd'hui .

### La nécropole saadienne
La nécropole actuelle date généralement de la période saadienne mais tous les mystères quant à la chronologie et l'attribution des différentes constructions n'ont pas été levés. La chronologie et l'analyse de référence ont été établis par Gaston Deverdun en 1959, sur la base  d'arguments et d'éléments de preuve solides.

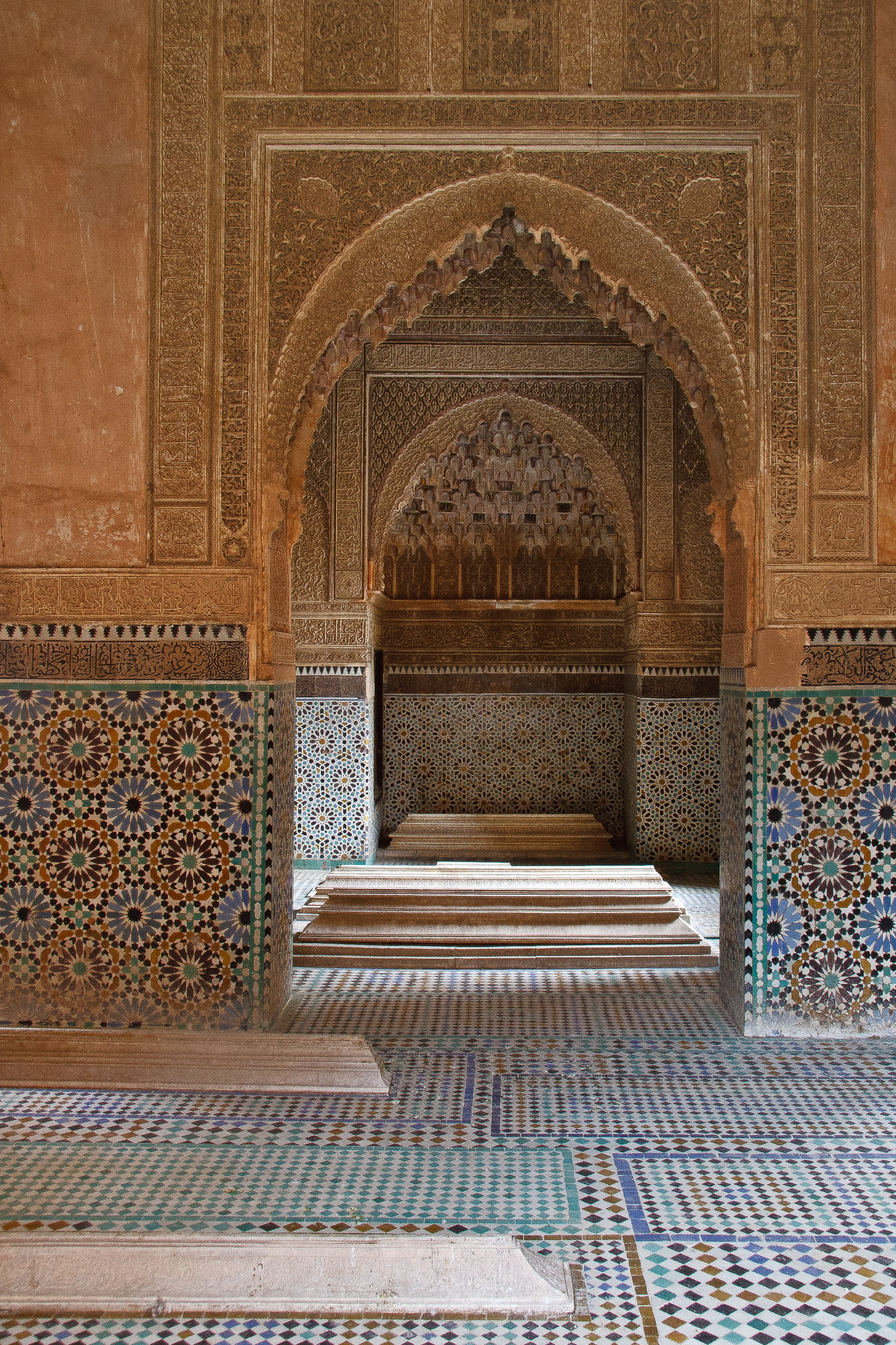
Vue (à travers l'arche) en direction des tombes de Mohammed ech-Cheikh et Lalla Mas'uda.

La nécropole comporte deux structures principales : une à l'est à côté de l'entrée des visiteurs actuelle, entourée de jardins de chaque côté, et une à l'ouest, vers la sortée. Le mausolée oriental était initialement une simple chambre carrée de mausolée jouxtant le mur sud de la mosquée de la Kasbah. On pense que ce premier mausolée a été construit par le deuxième sultan saadien, Moulay Abdallah al-Ghalib, entre 1557 et 1574 Abdallah était déjà un constructeur prolifique tout au long de son règne et il semble qu'il souhaitait ériger un mausolée pour honorer son père Mohammed ech-Cheikh, le fondateur de la dynastie, qui a été tué en 1557 et enterré ici dans ce qui était probablement une simple tombe . Abdallah lui-même a ensuite été inhumé à côté de son père en 1574, dans le nouveau mausolée qu'il avait construit. Un panneau d'inscription en marbre dédié a été placé sur le mur à la tête de sa tombe, mais ce panneau a ensuite été déplacé (à une date inconnue et pour des raisons inconnues) dans la chambre des trois niches dans le bâtiment occidental ultérieur. Il est probable (mais non confirmé) que le quatrième sultan saadien, Abd al-Malik, a également été enterré à côté de Mohammed ech-Cheikh (également son père), sur le côté sud de la tombe de ce dernier, en 1578 ou après.
La phase de construction suivante a eu lieu sous le règne d' Ahmed al-Mansour, un autre des fils de Mohammed ech-Cheikh et le plus puissant et le plus riche des sultans saadiens, entre 1578 et 1603. Lorsque la mère d'al-Mansour, Lalla Mas'uda, une épouse de Mohammed ech-Cheikh, est décédée en 1591, il a décidé de la faire enterrer dans la même chambre de mausolée que celle de son père. C'est très probablement à cette occasion, ou légèrement après, qu'Al-Mansour a décidé de modifier et d'agrandir ce mausolée. Il aurait refait la décoration de la chambre existante et ajouté deux loggia rectangulaires sur ses côtés est et ouest. Il a également créé une chambre rectangulaire beaucoup plus grande (celle qu'on appelle la Grande Chambre) du côté sud, reliée directement aux trois autres chambres. Il est possible qu'Al-Mansur ait prévu que cette chambre plus grande abrite sa propre tombe. Il a probablement également commandé deux panneaux d'inscription en marbre dédicaces à placer à la tête des tombes de son père (Mohammed ech-Cheikh) et de sa mère (Lalla Mas'uda). Toujours pour des raisons inconnues et à une date incertaine, le panneau de dédicace de Mohammed ech-Cheikh a été déplacé vers le bâtiment ouest et placé sur le mur arrière de la chambre aux douze colonnes, où il est toujours visible aujourd'hui. Le panneau dédié à Lalla Mas'uda est resté à côté de sa tombe (bien qu'il ait peut-être aussi été déplacé).

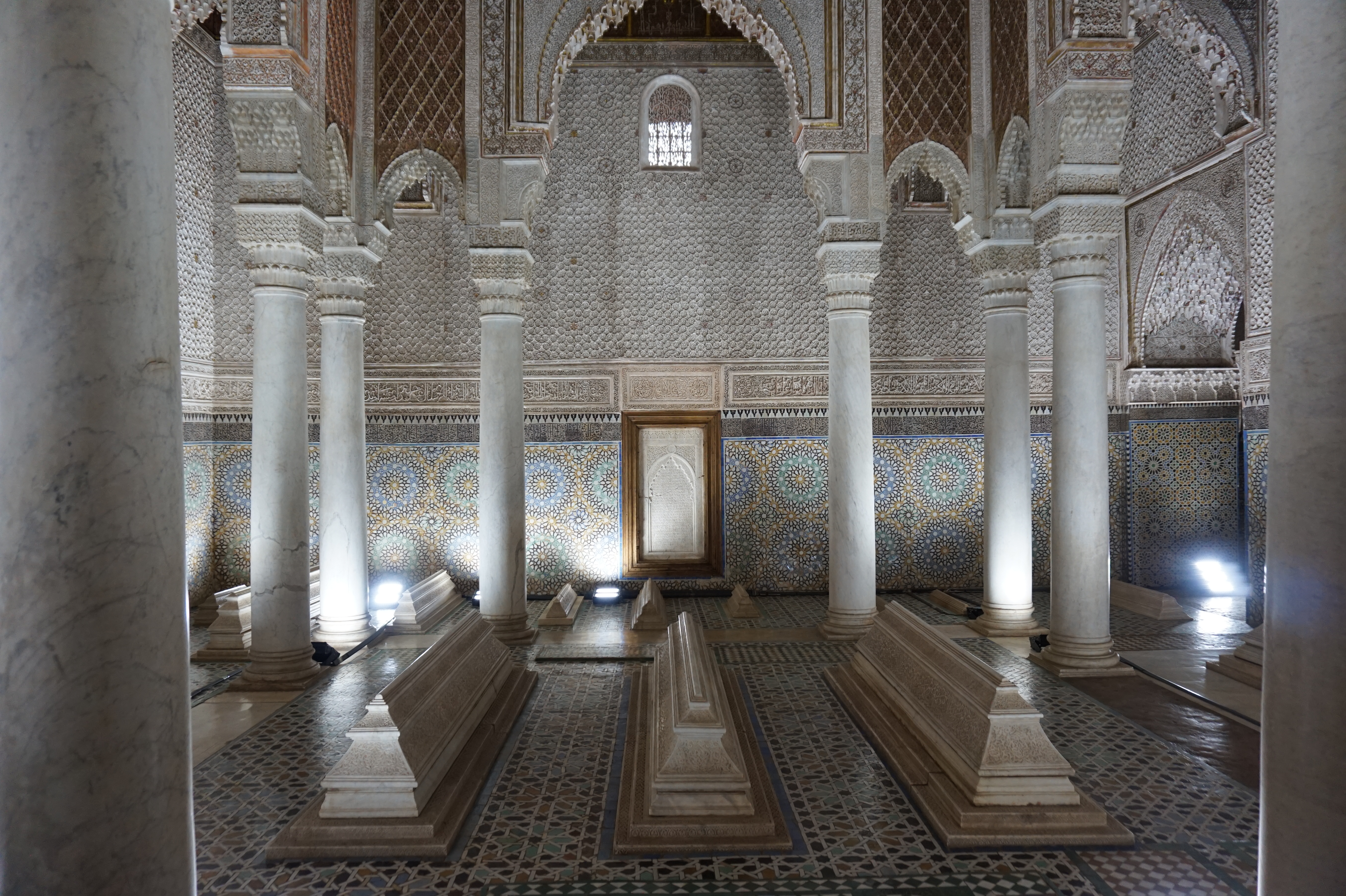
La Chambre aux douze colonnes. Des trois grandes pierres tombales du centre, celle du milieu appartient à Ahmed al-Mansour, celle de droite appartient au sultan Moulay Zidan et celle de gauche appartient au sultan Mohammed ech-Cheikh es-Saghir.

Pendant l'expansion et l'embellissement du mausolée oriental par al-Mansour, entre 1591 et 1598 (ou avant 1603 au plus tard), il a décidé d'abandonner ces travaux et a entrepris la construction d'un bâtiment entièrement nouveau à l'ouest. Ce nouveau mausolée était clairement destiné à son propre enterrement. Le bâtiment était divisé en trois chambres, du sud au nord : la Chambre du Mihrab (une salle de prière, qui ne devait à l'origine pas abriter de tombes), la Chambre aux douze colonnes (une chambre tombale royale censée abriter sa propre sépulture) et la Chambre aux trois niches (une annexe de la chambre principale). La première personne à être enterrée dans ce bâtiment était en fait l'une des épouses d'Al-Mansour, Mahalla bint Omar al-Marin, en 1598, dans un endroit proche de la tombe de son mari dans la Chambre aux douze colonnes. Ahmed al-Mansour lui-même a été enterré au centre de cette chambre à sa mort en 1603. Une partie de la décoration de la chambre du Mihrab peut avoir été laissée inachevée après sa mort. Après al-Mansur, un certain nombre d'autres membres de la famille, y compris ses successeurs, ont été enterrés dans cette salle à ses côtés. Parmi les plus importantes, la première était une autre de ses épouses, Lalla Aicha as-Shabaniyya, en 1623. Puis ce fut leur fils, le sultan Moulay Zidan, en 1627, suivi du sultan Abd al-Malik II en 1631 et du sultan Mohammed ech-Cheikh es-Saghir en 1653-54. Aujourd'hui, l'épitaphe de Moulay Zidan est immédiatement à droite de celle de son père tandis qu'à gauche se trouve Mohammed ech-Cheikh es-Saghir. Les pierres tombales ornées (d'un type appelé mqabriya) sur ces cinq membres importants de la famille royale (à savoir al-Mansur, Lalla Aicha as-Shabaniyya, Zidan, Abd al-Malik II et ech-Cheikh es-Saghir) sont également les plus grandes et les plus belles dans le mausolée, sculpté dans du marbre de Carrare . Leur forte similitude dans le style et l'artisanat accrédite l'idée qu'ils ont été créés par le même artisan ou atelier d'artisans entre 1603 et 1655, les mqabriya s des deux premiers (al-Mansur et Lalla Aicha as-Shabaniyya) étant probablement commandés par leur fils Moulay Zidan, puis servit de modèles pour les trois autres pierres tombales faites plus tard. Un certain nombre d'autres membres de la famille royale de rang inférieur sont enterrés dans la chambre.

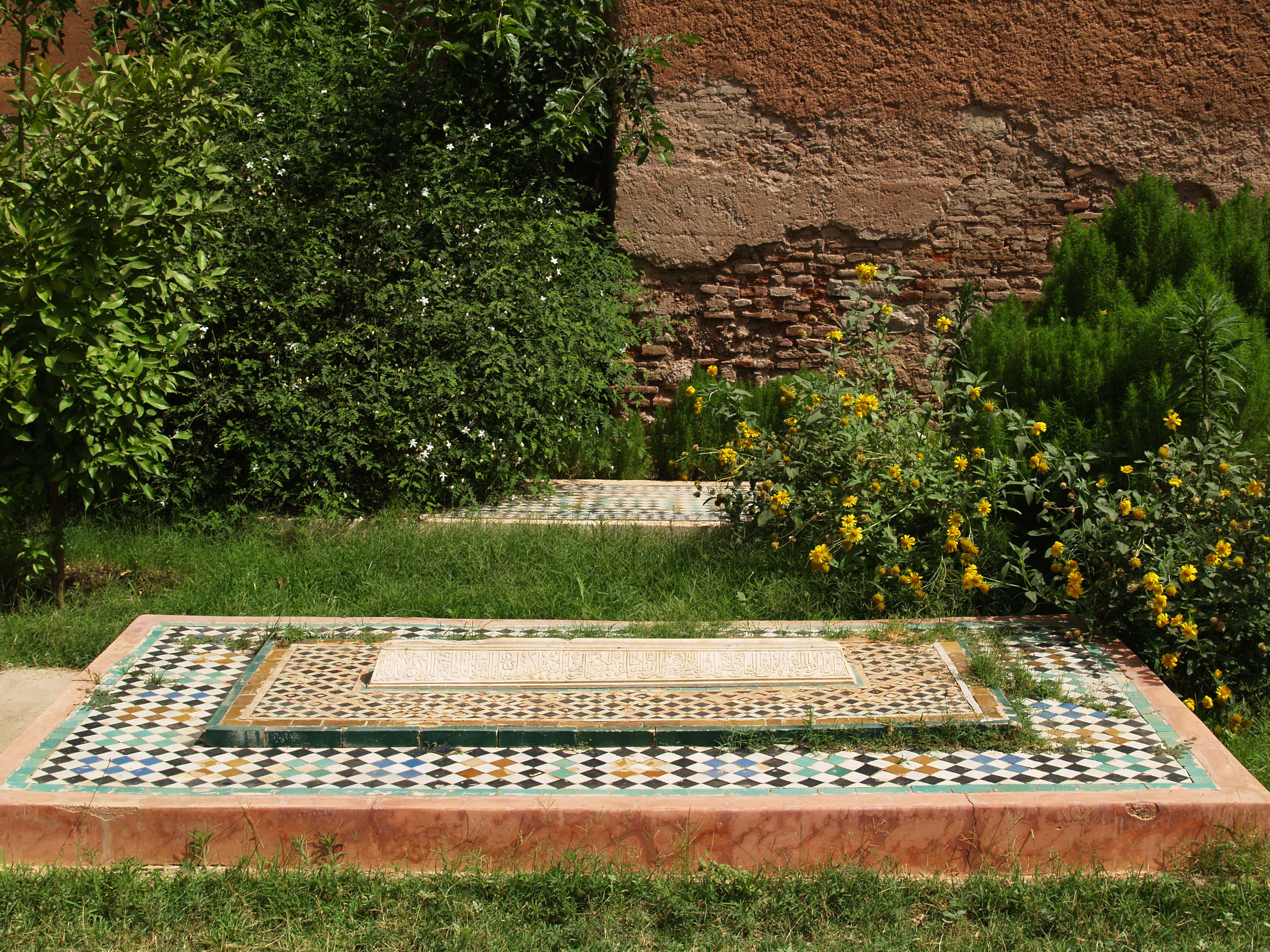
Une pierre tombale typique dans les jardins de la nécropole.

La nécropole a continué à être utilisée comme lieu de sépulture pendant un certain temps après la mort d'al-Mansur et même après la disparition de la dynastie saadienne, comme en témoigne la profusion de tombes et de pierres tombales éparpillées autour du cimetière aujourd'hui. La grande chambre rectangulaire (ou Grande Chambre) du côté sud du mausolée de Mohammad ech-Cheikh et Lalla Mas'uda était pleine d'autres tombes. La Chambre du Mihrab, la chambre méridionale de la construction d'Ahmad al-Mansur qui devait être utilisée uniquement comme salle de prière, a été utilisée comme mausolée par la dynastie Alaouite jusqu'à la fin du XVIIIe siècle au mois. Elle est maintenant entièrement remplie de tombes des membres de la famille Alaouite. L'une de ces tombes serait celle du sultan alaouite Moulay al-Yazid (décédé en 1792), qui était auparavant délimitée par une balustrade en bois et qui était parfois visitée par des pèlerins locaux. Le nom de Moulay al-Yazid est désormais également associé à la mosquée de la Kasbah et à la place en face d'elle,. Au total, la nécropole contient désormais 56 pierres tombales marquées de mqabriya (épitaphes de marbre ornées) et une centaine de tombes marquées simplement de zelliges multicolores.

### Epoque contemporaine
Au fil des siècles, la nécropole a été isolée des rues environnantes et est tombée dans l'oubli. Au moment où elle a été « redécouverte » au début du XXe siècle, elle était en mauvais état,. À partir de 1917, des travaux de restauration minutieux ont été effectués par le Service des Beaux-Arts, Antiquités et Monuments historiques, créé en 1912 au début du Protectorat français sur le Maroc . Les parties manquantes de la décoration ont été restaurées en utilisant des pièces survivantes comme modèle. Les travaux ont également ouvert le site au grand public pour la première fois . À partir des années 1920, les tombes sont devenues l'objet d'étude d'historiens de l'art. Aujourd'hui, ils sont devenus une attraction touristique majeure à Marrakech.

## Architecture et disposition

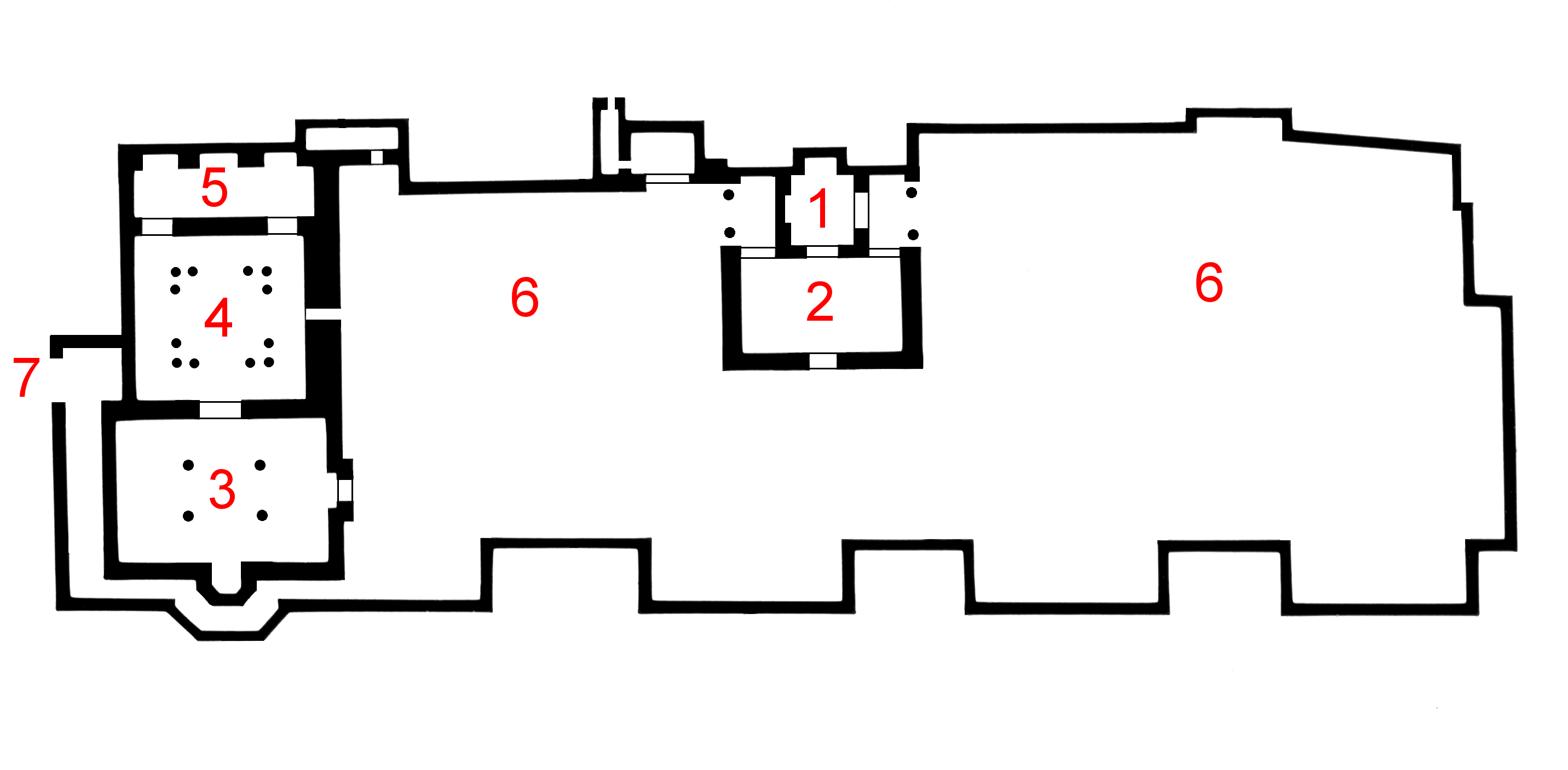
Disposition générale des Tombeaux saadiens aujourd'hui. Le bâtiment oriental est l'ancien mausolée, composé d'une chambre carrée centrale, la chambre de Lalla Mas'uda (1), et d'une chambre tombale rectangulaire plus grande, la dénommée Grande Chambre (2). Deux loggias sont situées de chaque côté. Le plus grand bâtiment occidental (à gauche) est composé de la Chambre du Mihrab (3), de la Chambre aux douze colonnes (4) et de la Chambre aux trois niches (5). Entre ces bâtiments se trouvent des jardins remplis d'autres tombes (6). Les visiteurs entrent aujourd'hui par un passage étroit à l'extrémité ouest (7).

La nécropole est un vaste ensemble compris entre un rempart au sud et du mur de la mosquée de la Kasbah au nord. Elle comprend deux bâtiments principaux : l'un à l'extrémité ouest du cimetière (immédiatement accessible depuis l'entrée des visiteurs) et l'autre plus à l'est, entouré par les jardins du cimetière. Les jardins eux-mêmes sont remplis de tombes recouvertes de zelliges colorées.

### Le mausolée oriental

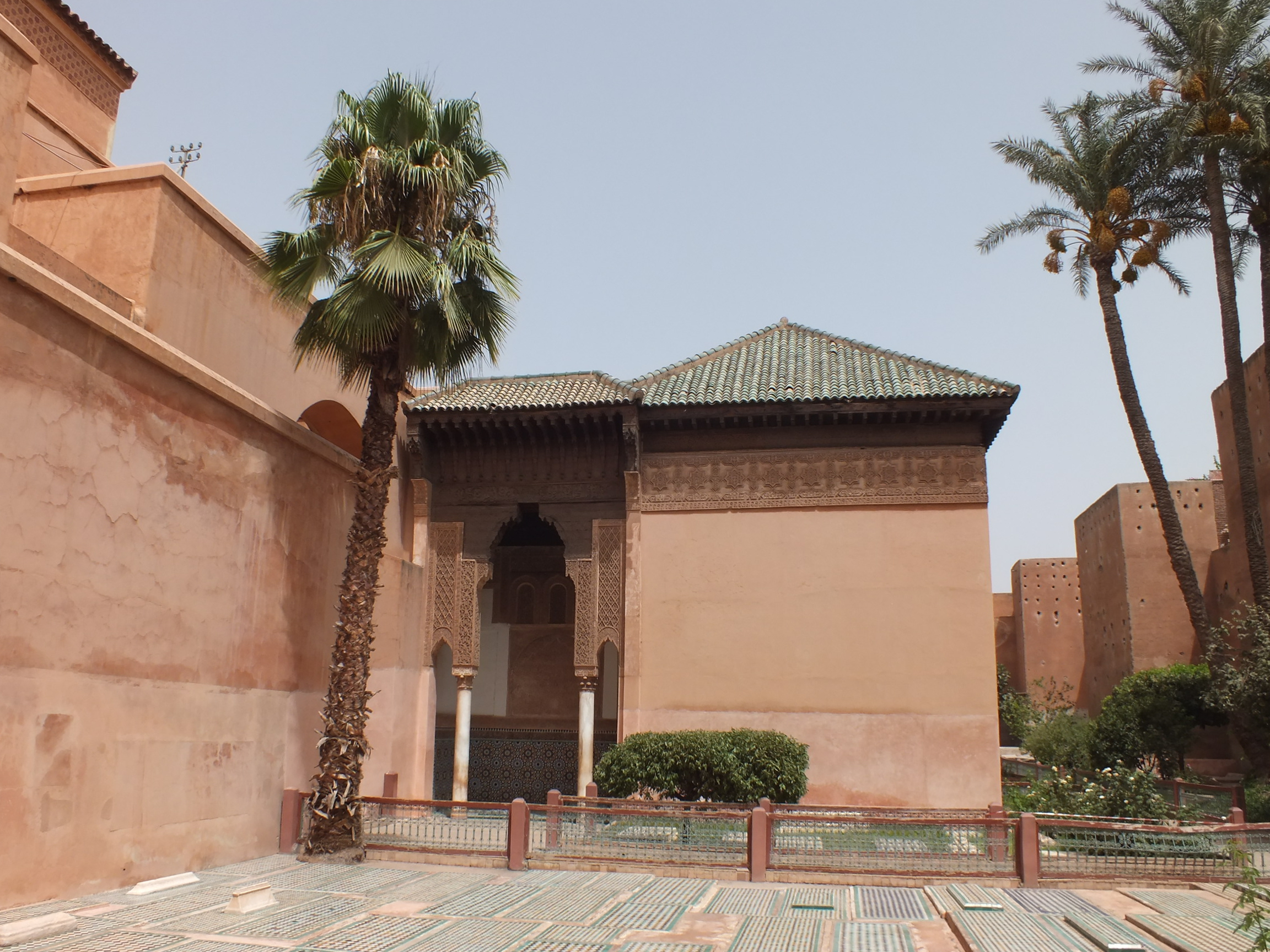
Vue en direction du mausolée oriental (Qubba de Lalla Mas'uda).

Le bâtiment oriental de la nécropole est le plus ancien des deux bâtiments principaux de la nécropole. Il est parfois appelé Qubba de Lalla Mas'uda (" Qubba " étant un mot arabe pour un mausolée, généralement en forme de dôme ),. Il se compose d'une petite chambre centrale carrée (appelée Chambre de Lalla Mas'uda), de deux loggia rectangulaires de chaque côté à l'est et à l'ouest et d'une grande chambre rectangulaire au sud (la dite grande chambre) qui se connecte directement aux trois. En plus des deux loggias qui s'ouvrent sur les jardins, il y a une ouverture (une porte ou une ancienne fenêtre) du côté sud de la grande chambre sud. Cette disposition inhabituelle et presque symétrique serait le résultat d'au moins deux phases de construction différentes : un mausolée carré érigé à l'origine sur la tombe de Mohammed ech-Cheikh par Moulay Abdallah al-Ghalib et une expansion d'Ahmad al-Mansur qui a adjoint les autres chambres autour de la première (voir la section historique ci-dessus). La majeure partie du bâtiment est construite en briques. La décoration, qui daterait également de l'époque d'al-Mansour, est de grande qualité, même si certains chercheurs pensent que la décoration n'a pas été terminée lorsque Ahmad al-Mansur a cessé de travailler sur ce bâtiment et a commencé à construire le mausolée occidental.

#### La chambre de Lalla Mas'uda
La chambre centrale est aussi parfois appelée la Chambre de Lalla Mas'uda. On pense qu'il s'agit de la plus ancienne structure de la nécropole, un mausolée relativement petit érigé par le sultan saadien Moulay Abdallah entre 1557 et 1574 sur la tombe de son père, Mohammad ech-Cheikh, le fondateur de la dynastie. Aujourd'hui, il contient la sépulture de Mohammed ech-Cheikh, Lalla Mas'uda (épouse d'ech-Cheikh et mère d'Ahmed al-Mansour), Moulay Abdallah lui-même, et peut-être aussi du sultan Abd al-Malik (un autre fils d'al-Cheikh qui a régné entre 1576 et 1578).

La chambre est carrée, mesurant 4 mètres de côté. La chambre est recouverte d'un dôme de muqarnas très fines et complexes (sculpture en nid d'abeille ou stalactite) en stuc qui conserve une partie de sa peinture polychrome en bleu et or (entre autres couleurs). Les surfaces des minuscules niches de la composition des muqarnas alternent entre des surfaces unies et des surfaces sculptées de motifs arabesques marocains/andalous. Les murs supérieurs de la chambre sont également recouverts d'une décoration en stuc complexe, sous forme d'arabesques et de compositions géométriques, tandis que les murs inférieurs sont recouverts de mosaïques en carreaux de zellige avec des motifs géométriques en étoile. Entre ces deux parties se trouvent des bandes d'inscriptions arabes en stuc et en zelliges. Le sol est également recouvert de dalles en zelliges (bien que dans des motifs généralement plus simples). Du côté nord de la chambre se trouve une niche, ressemblant à un mihrab, couverte par sa propre verrière de muqarnas. Cette niche contient le tombeau de Lalla Mas'uda. Sur le mur inférieur ouest de la niche se trouve un panneau de marbre sculpté avec un texte dédié à Lalla Mas'uda. Le panneau est la pièce la mieux conservée du genre dans toute la nécropole, grâce en partie au fait qu'il était à l'origine protégé par des volets en bois. En plus de ses riches sculptures, il conserve des indices d'une ancienne peinture rouge. 

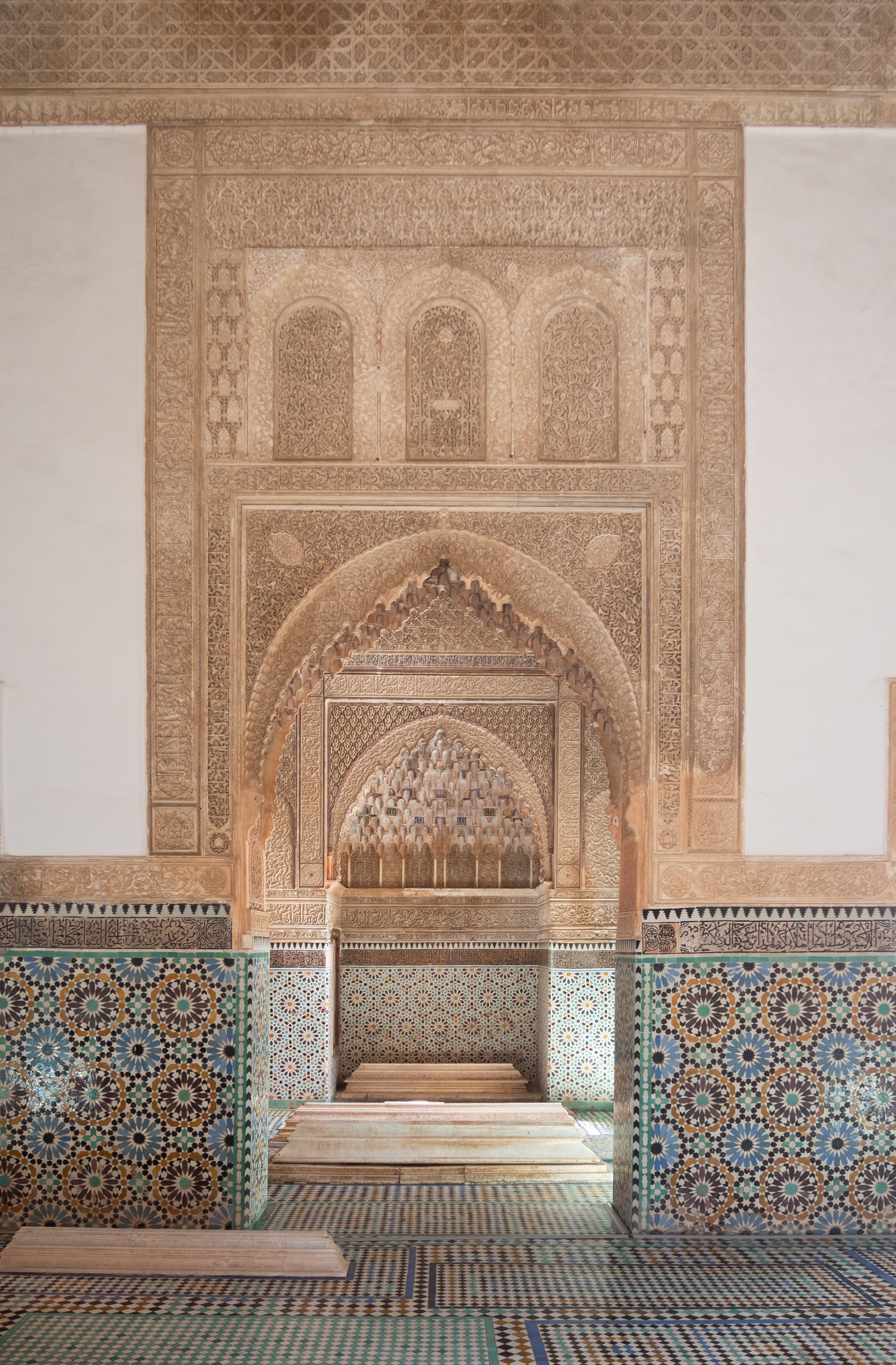
Vue vers la chambre de Lalla Mas'uda, depuis la chambre sud.
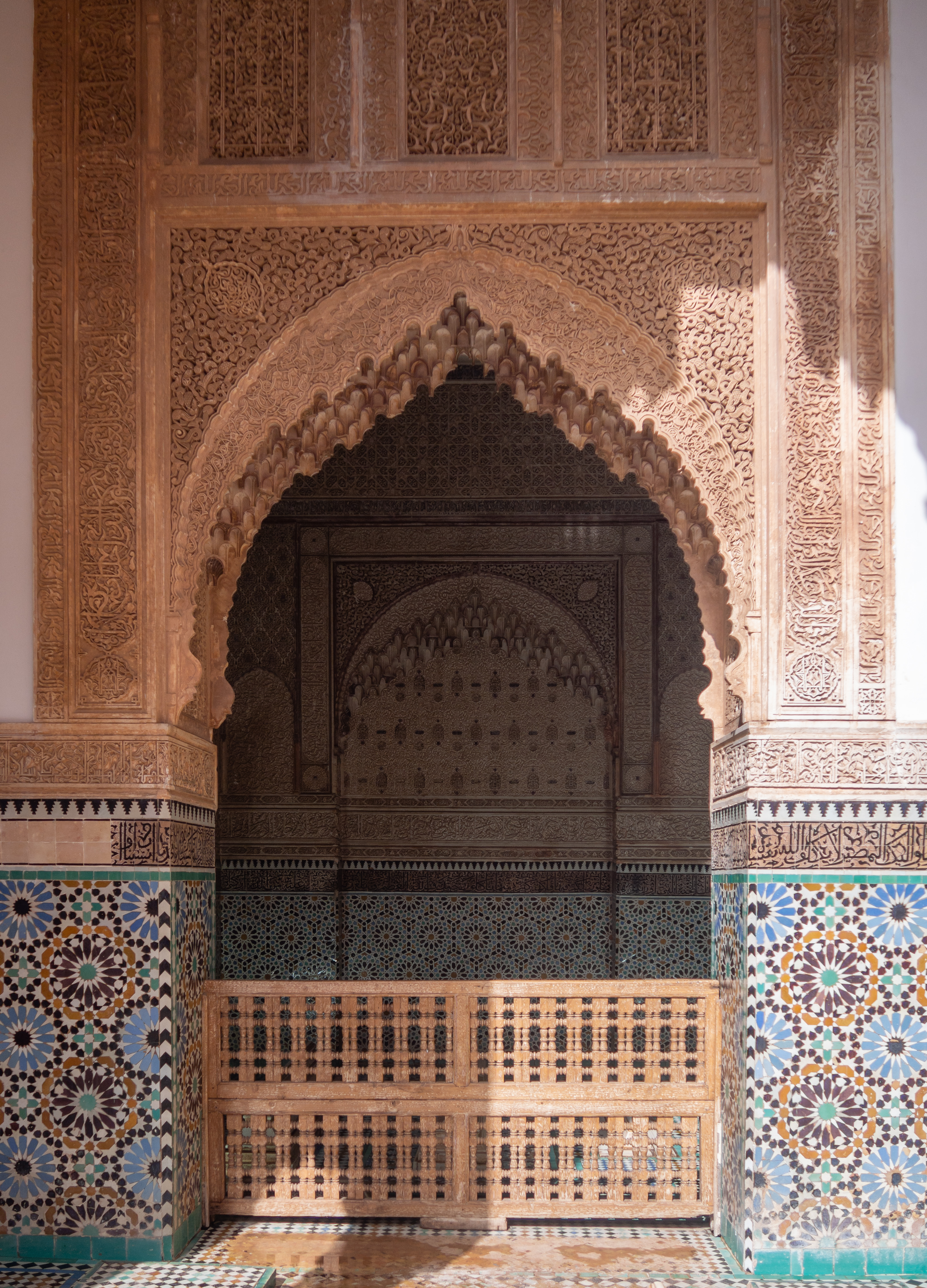
Vue vers la chambre de Lalla Mas'uda depuis la loggia orientale.
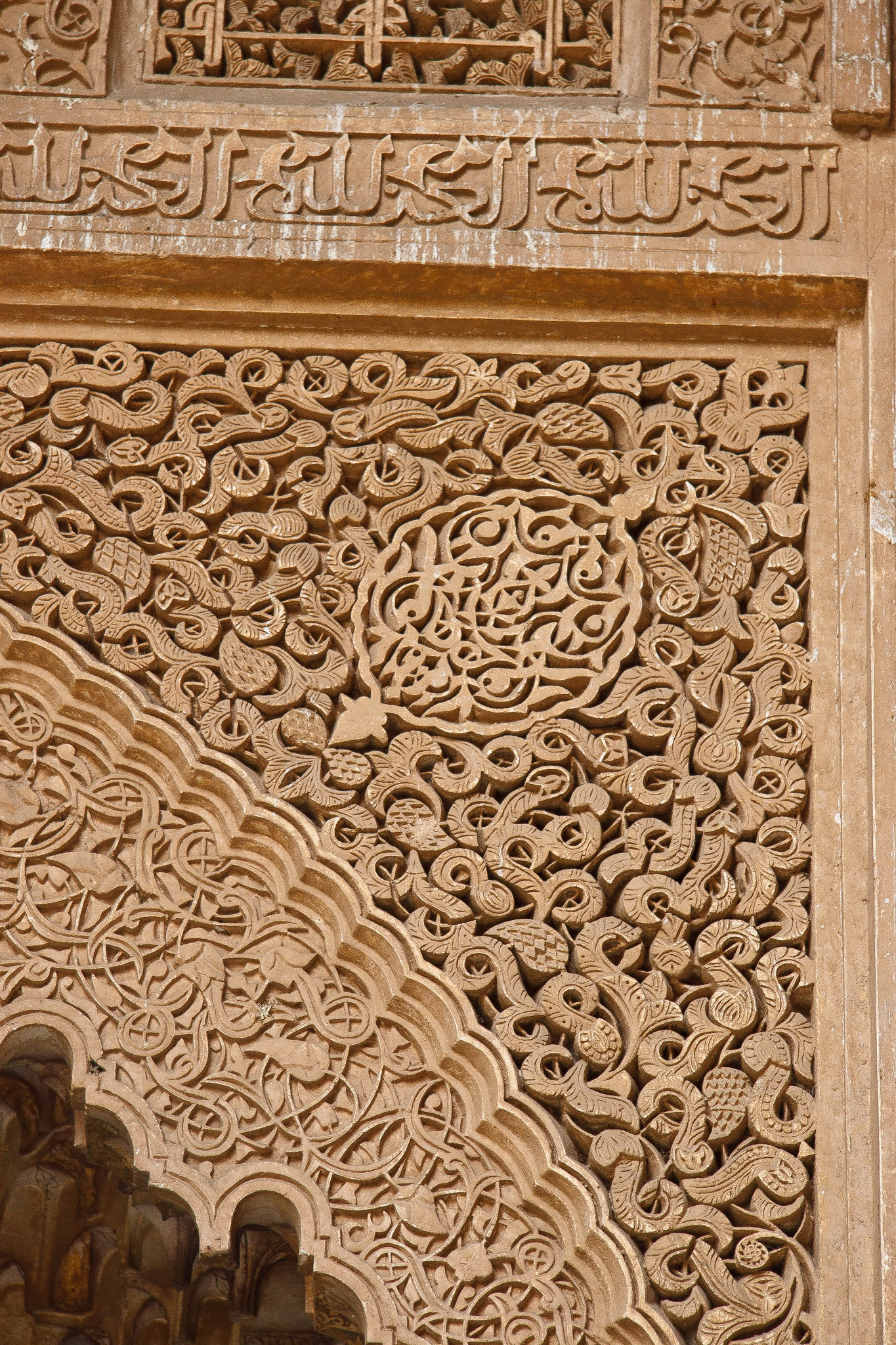
Détail de la voûte en stuc dans la chambre de Lalla Mas'uda, vue de la loggia orientale.
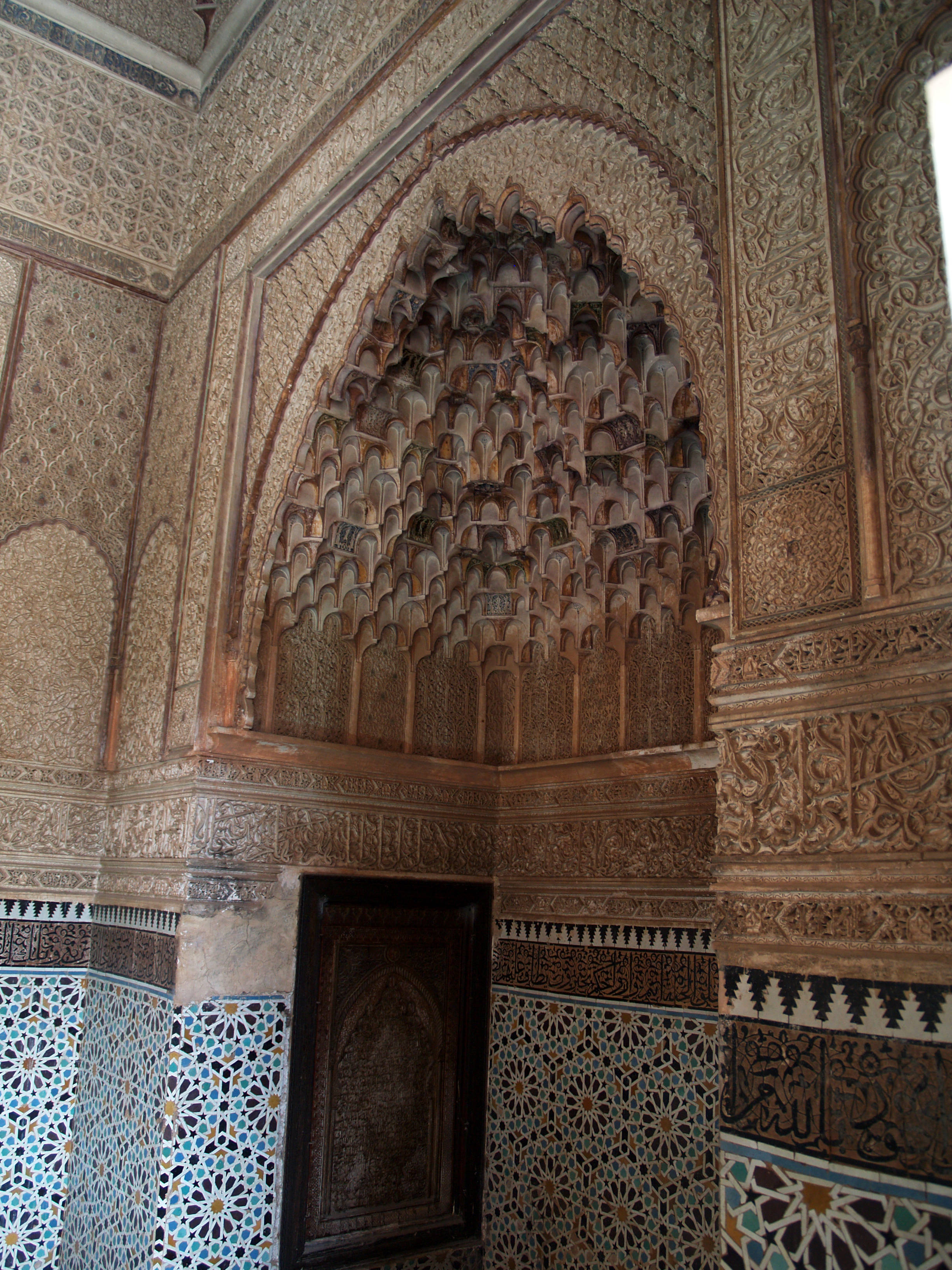
La niche sur le tombeau de Lalla Mas'uda. L'inscription dédicatoire en marbre est visible en bas.
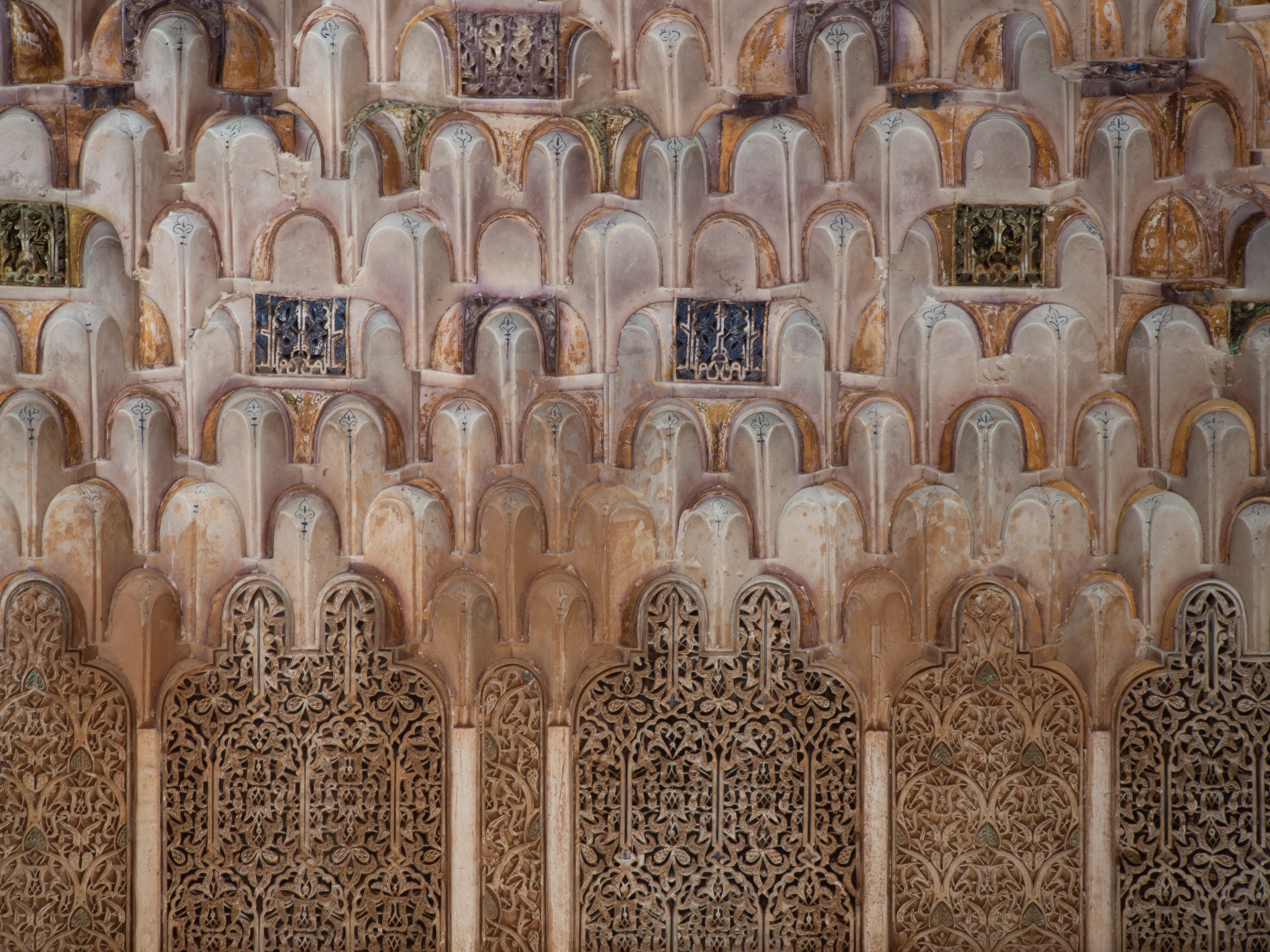
Détail des muqarnas de la niche sur la tombe de Lalla Mas'uda.
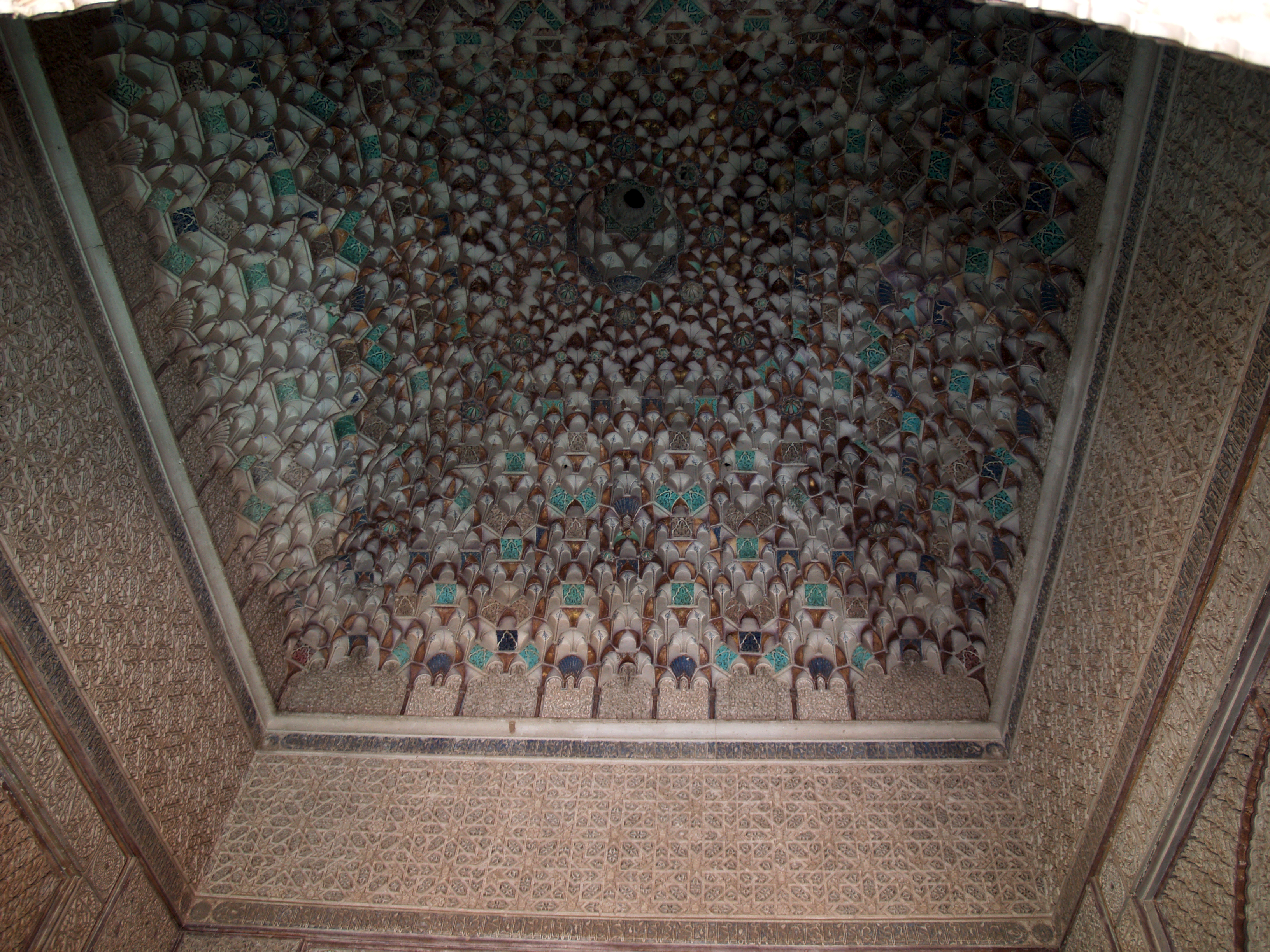
Le plafond muqarnas sur la chambre.

#### La Grande Chambre
La chambre de Lalla Mas'uda se connecte à la grande chambre rectangulaire au sud par une porte couronnée par une arche en stuc complexe avec un  intrados (surface intérieure de l'arc) en muqarnas, qui à son tour est entourée de sculptures en stuc d'une qualité remarquable. Les murs supérieurs de cette chambre sont pour la plupart nus, mais les murs inférieurs présentent des carreaux de zellige avec des motifs d'étoiles à 16 côtés d'une grande complexité. La chambre est couverte d'un toit en berchla (un plafond à ossature de bois marocain avec des arrangements géométriques stylistiques particuliers) comportant des traces d'anciennes couleurs. Le sol est à nouveau recouvert de carreaux avec diverses tombes. La chambre mesure 10 mètres sur 6. 

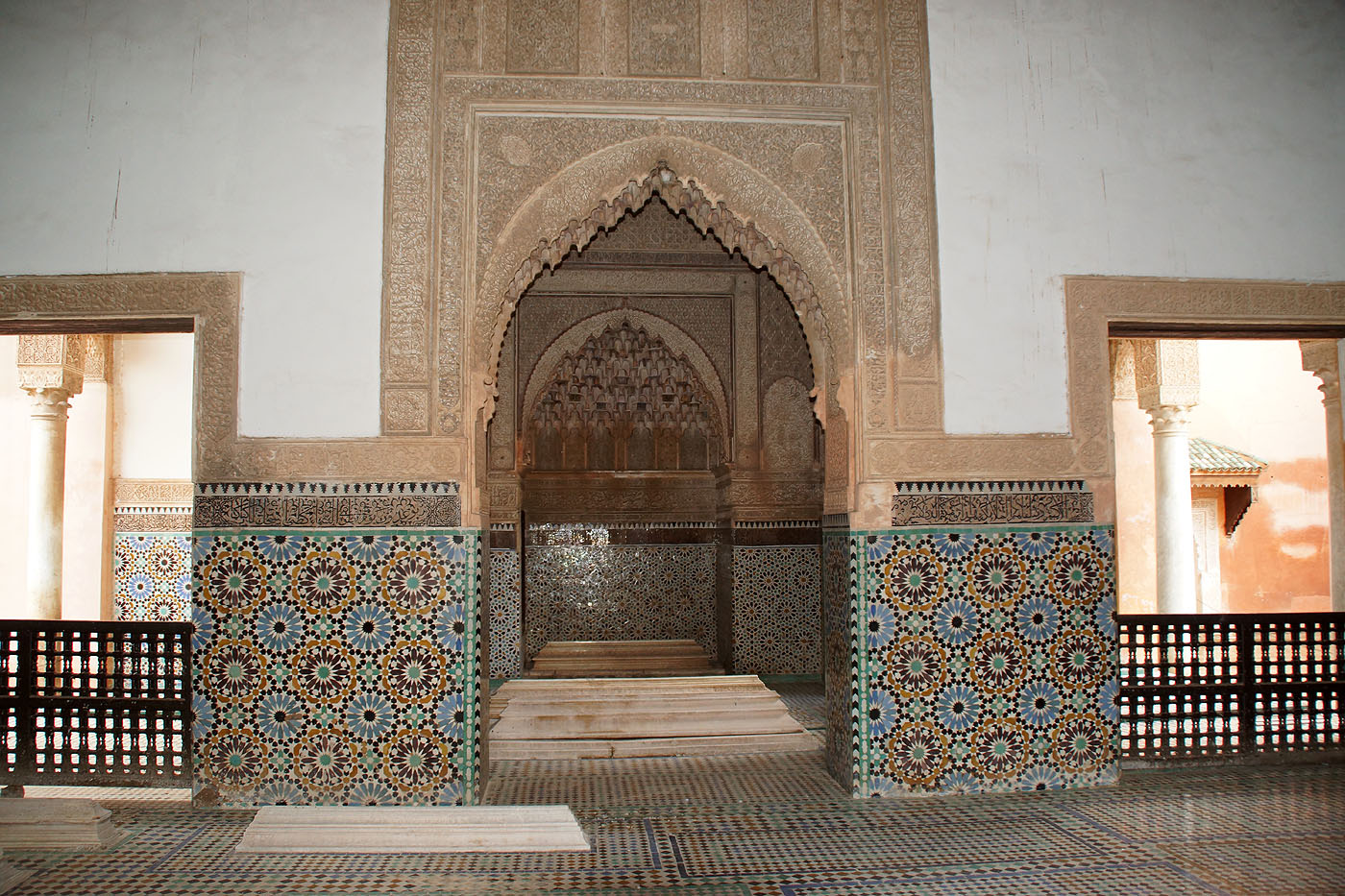
Vue de la Grande Chambre. Au centre se trouve l'arche des muqarnas menant au mausolée de Mohammed ech-Cheikh et Lalla Mas'uda.
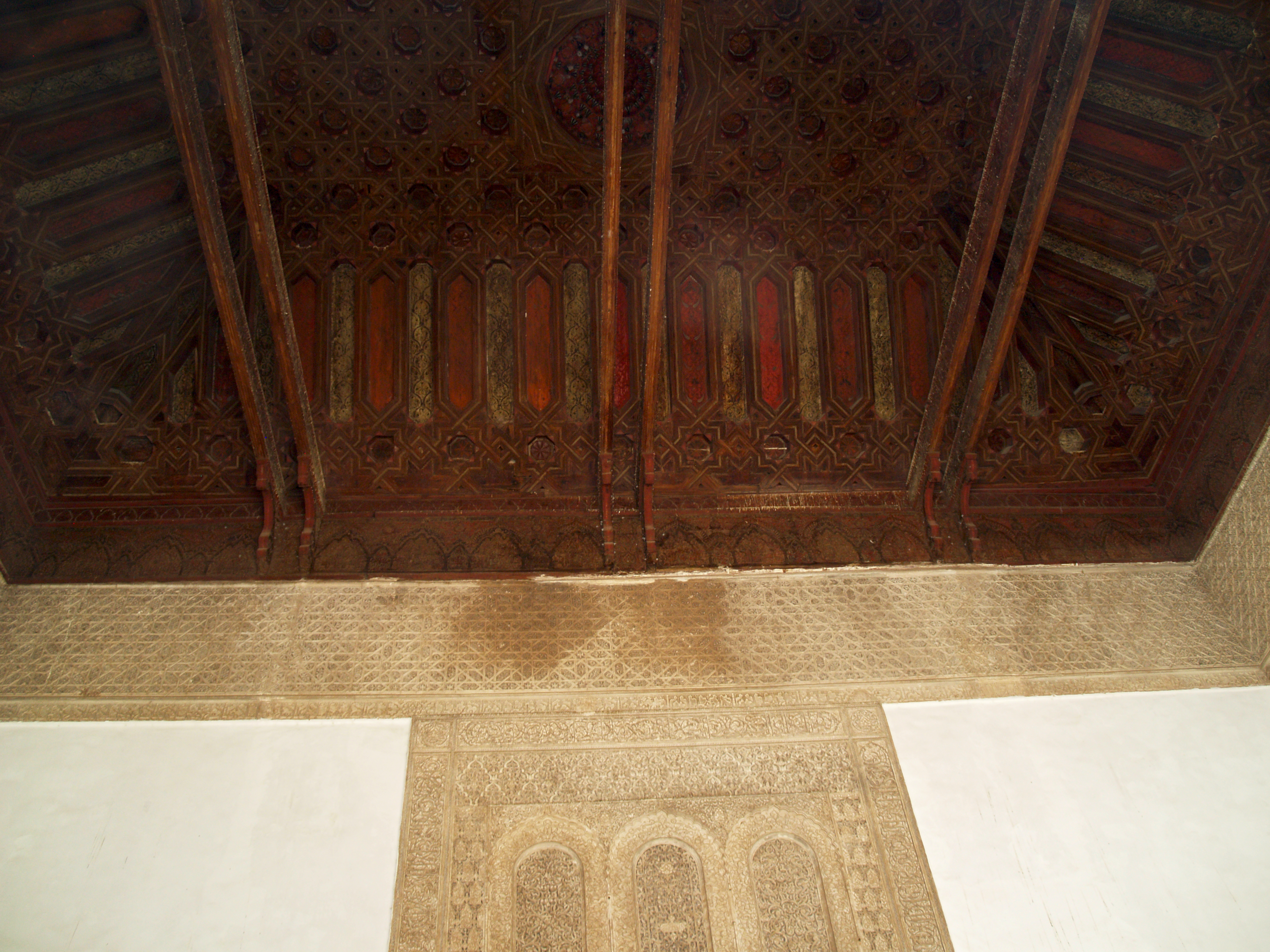
Vue des murs supérieurs et du plafond à ossature de bois berchla .
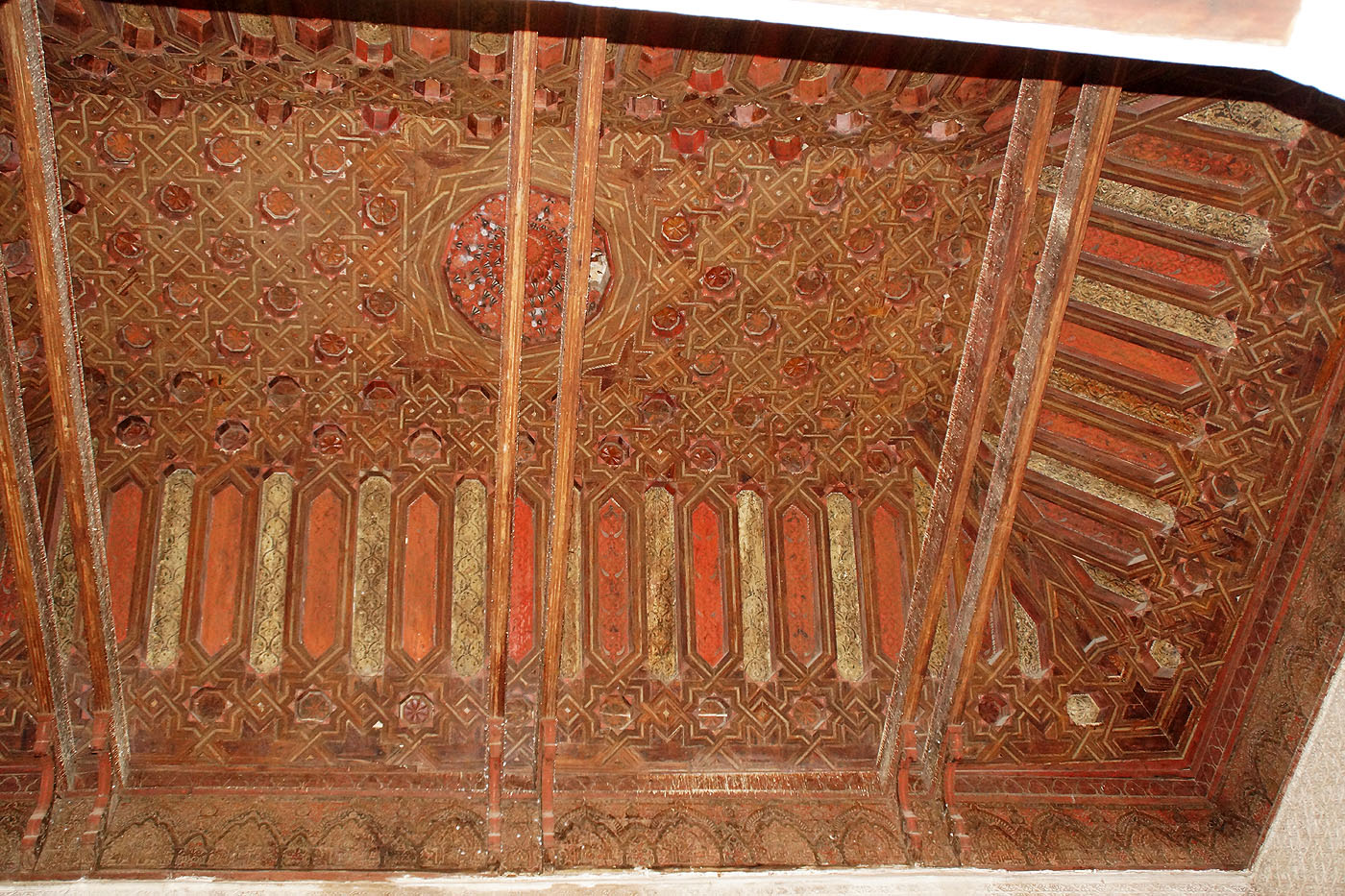
Vue du plafond à ossature de bois berchla .
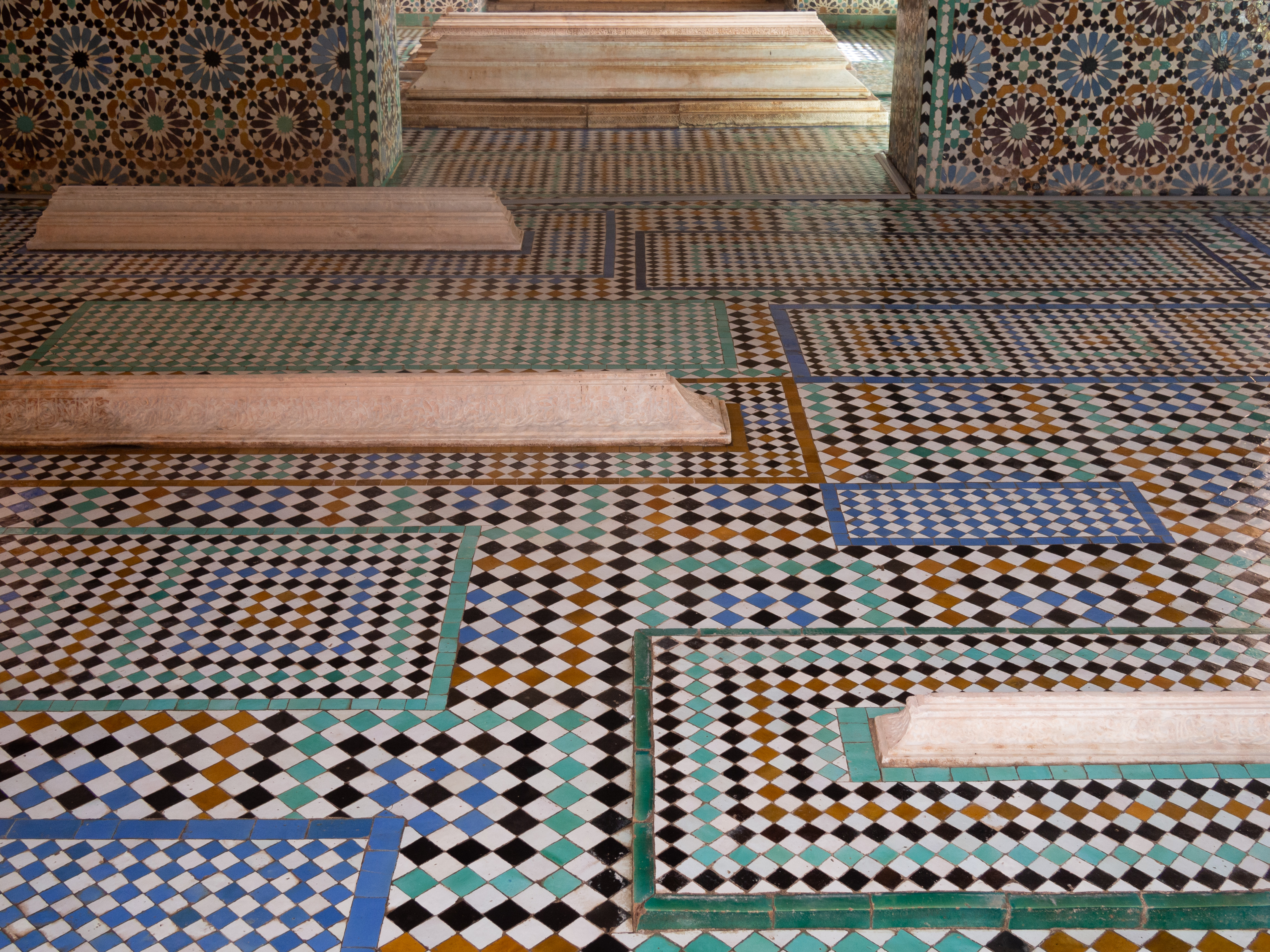
Certaines des tombes au sol de la chambre.

#### Les loggias

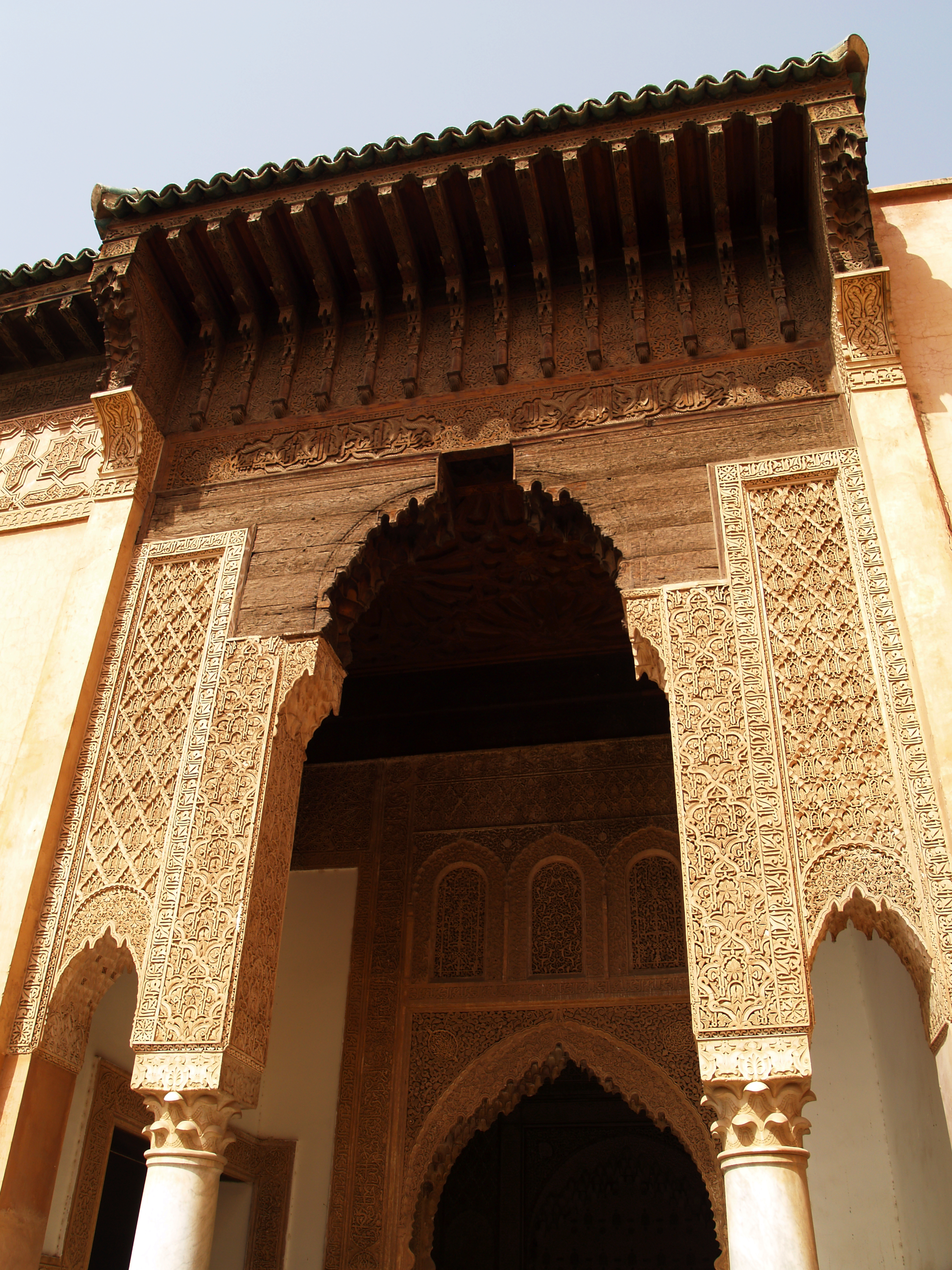
Une des loggias.

De chaque côté du mausolée se trouvent de petites chambres rectangulaires (4 x 2 mètres) qui s'ouvrent sur l'extérieur par des loggias richement décorées. La salle de la loggia orientale a des portes s'ouvrant à la fois sur la chambre du mausolée central (via une autre arcade complexe) et la grande chambre sud, tandis que la loggia ouest se connecte uniquement à la chambre sud. Les loggias sont à trois arches : un auvent en bois de cèdre forme une arche reposant sur des piliers en stuc sculpté qui reposent à leur tour sur des colonnes en marbre, avec de plus petites arches sculptées de muqarnas traversant l'espace entre les colonnes et les murs principaux de la structure. Les auvents en bois comportent une bande sculptée de cartouches de calligraphie arabe avec un verset coranique de la sourate al-Ahzab. Les sculptures en stuc sont cette fois encore très fines et présentent une variété de motifs. Une bande de stuc avec un motif en forme d'étoile parcourt le reste du bâtiment à l'extérieur, juste sous le toit en bois.

### Le mausolée occidental
Le mausolée occidental est divisé en trois chambres : la Chambre du Mihrab, la Chambre aux douze colonnes et la Chambre aux trois niches. On pense qu'il date entièrement du règne d'Ahmed al-Mansour, bien qu'il contienne également de nombreuses tombes datant de son époque.

#### Chambre du Mihrab
La chambre la plus au sud devait être une petite mosquée ou salle de prière, c'est pourquoi elle présente un mihrab sur son mur sud / sud-est. Dans l'architecture islamique, le mihrab est une niche ou une alcôve symbolisant la qibla (la direction de la prière). Le mihrab ici ressemble à celui de la médersa Ben Youssef (également d'origine saadienne) : une arche en fer à cheval entourée d'une décoration en stuc élaboré et cachant une petite coupole de muqarnas à l'intérieur. Cependant, la décoration des parties inférieures du mihrab semble être restée inachevée. Les contours d'un motif ont été tracés mais ils n'ont été ni remplis ni sculptés,. Un total de 8 colonnes engagées, faites de marbre veiné, sont disposées autour de la base du mihrab. Le reste de la chambre forme un grand espace rectangulaire dominé par quatre colonnes supportant des arcs. Les colonnes et les arcs divisent l'espace supérieur de la chambre en neuf zones rectangulaires, chaque division ayant son propre plafond en bois avec des motifs en étoile. Le plafond devant le mihrab, cependant, est différent et présente à la place un grand dôme en forme de pyramide de muqarnas complexes (de style similaire au plafond de la chambre de Lalla Mas'uda). Puisque le dôme a un contour carré, il s'insère dans l'espace rectangulaire en dégageant deux surfaces inclinées de muqarnas de chaque côté.

Cette chambre de la mosquée était à l'origine la seule entrée du bâtiment. On pénètre le mausolée central d'al-Mansour (la Chambre aux douze colonnes) par une autre arche de muqarnas directement en face du mihrab. De nos jours, le sol de la chambre est recouvert des tombes des membres de la famille de la dynastie alaouite, ainsi que, semble-t-il, de la tombe du sultan alaouite Moulay al-Yazid. En conséquence, les visiteurs ne sont généralement pas autorisés à entrer à l'intérieur. 

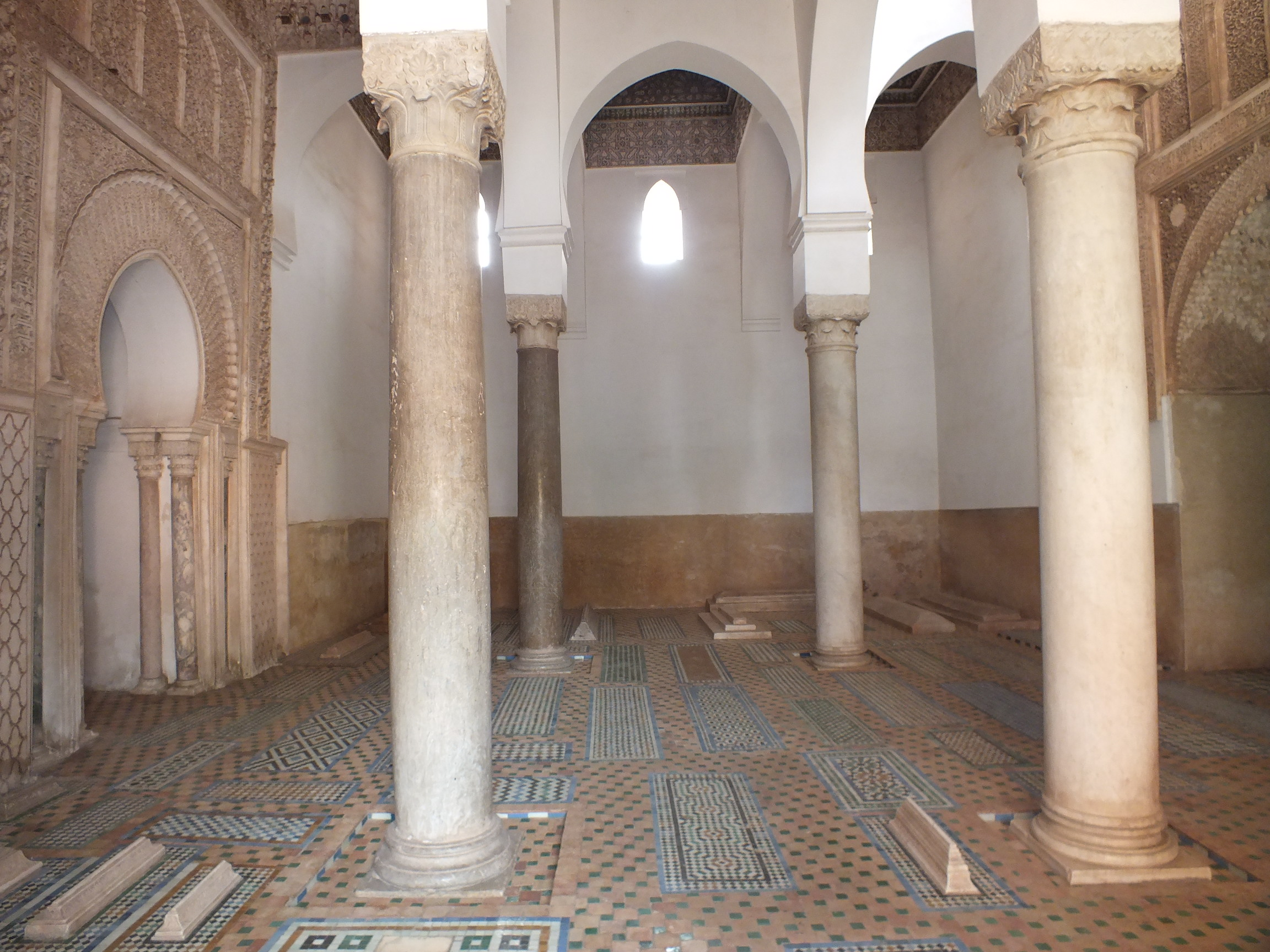
Vue de la chambre du Mihrab. Le mihrab est à gauche.
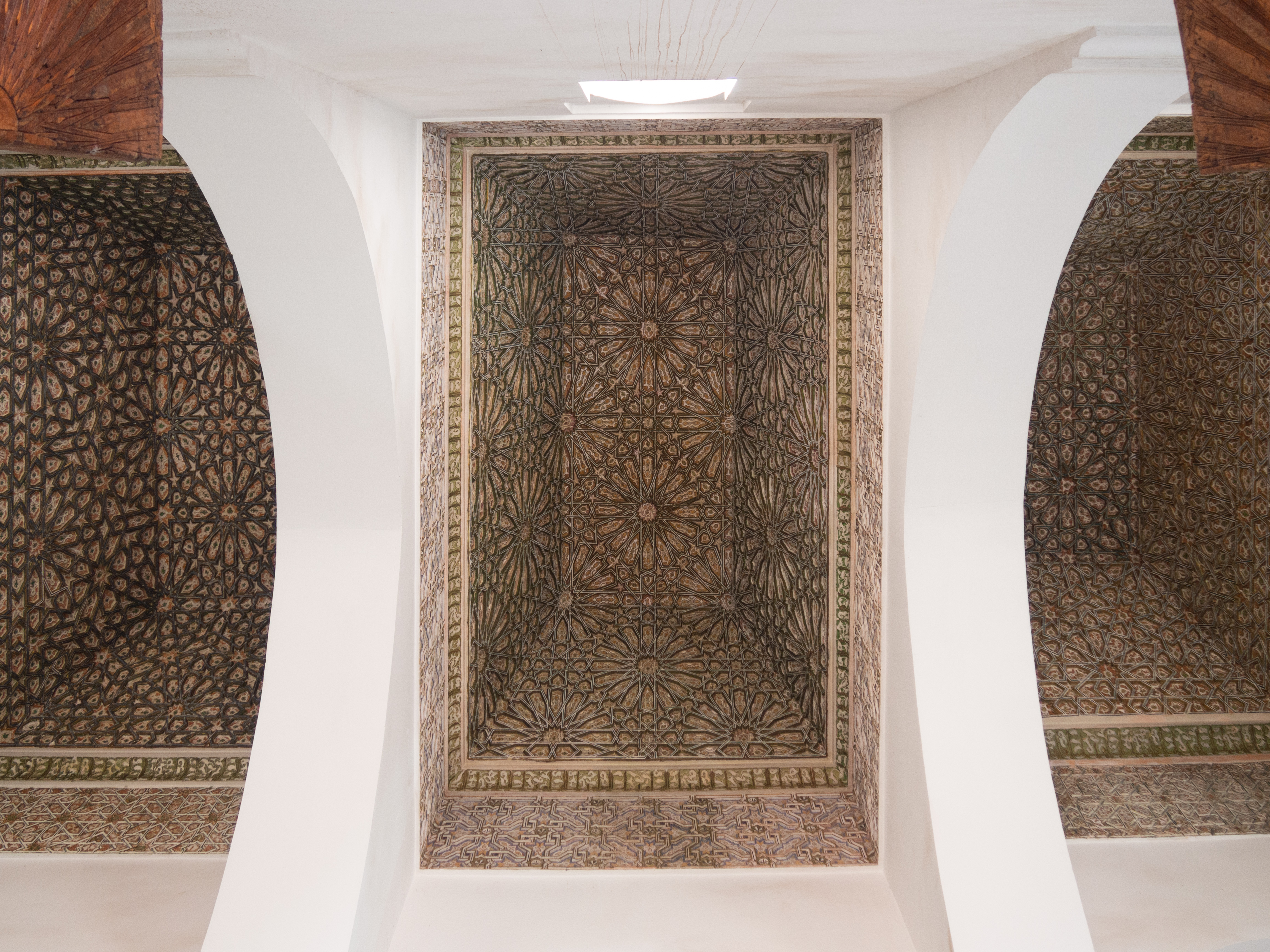
Les plafonds sur la chambre du Mihrab.
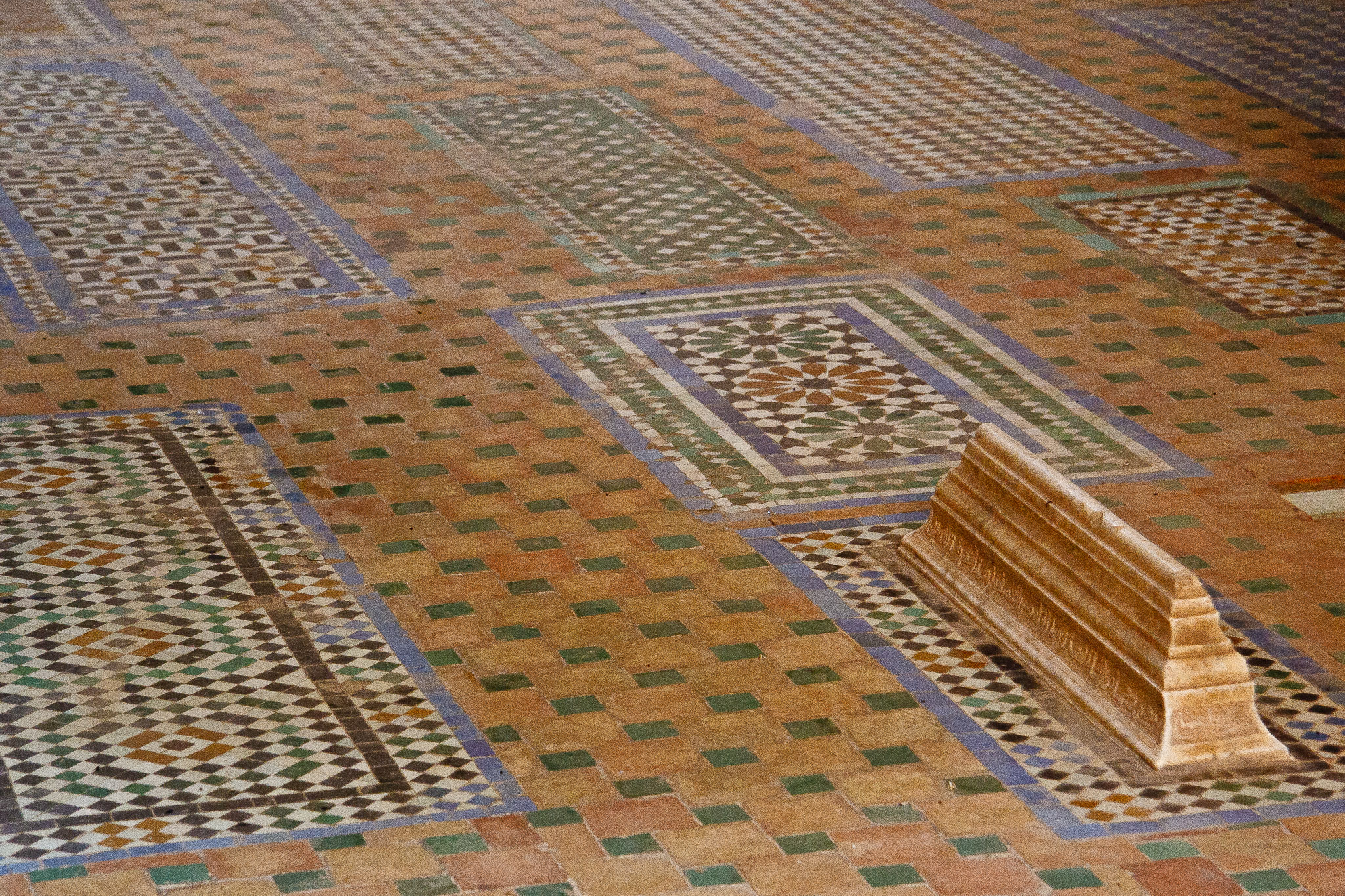
Tombes alaouites dans la chambre.
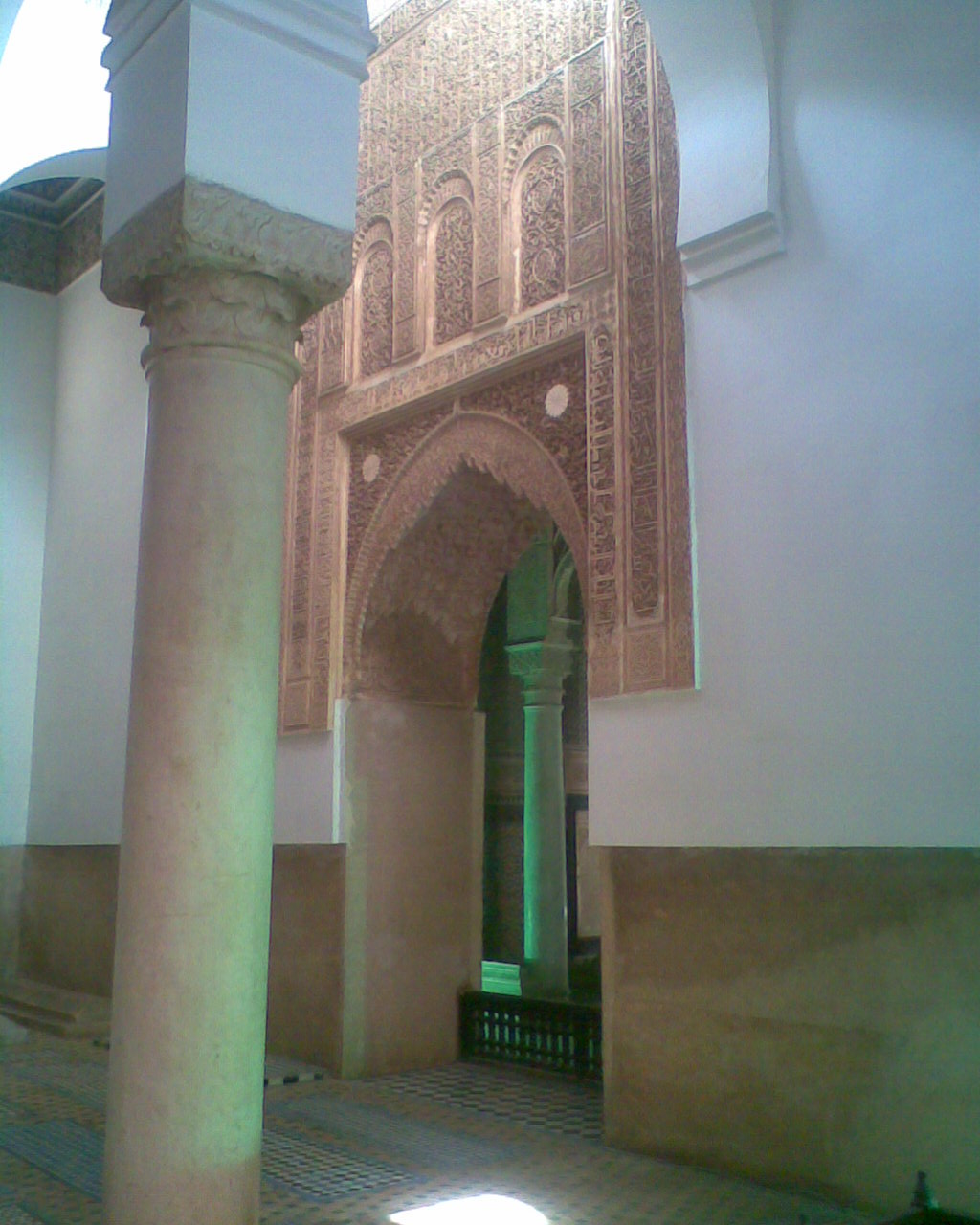
L'entrée de la chambre du Mihrab à la chambre des douze colonnes.
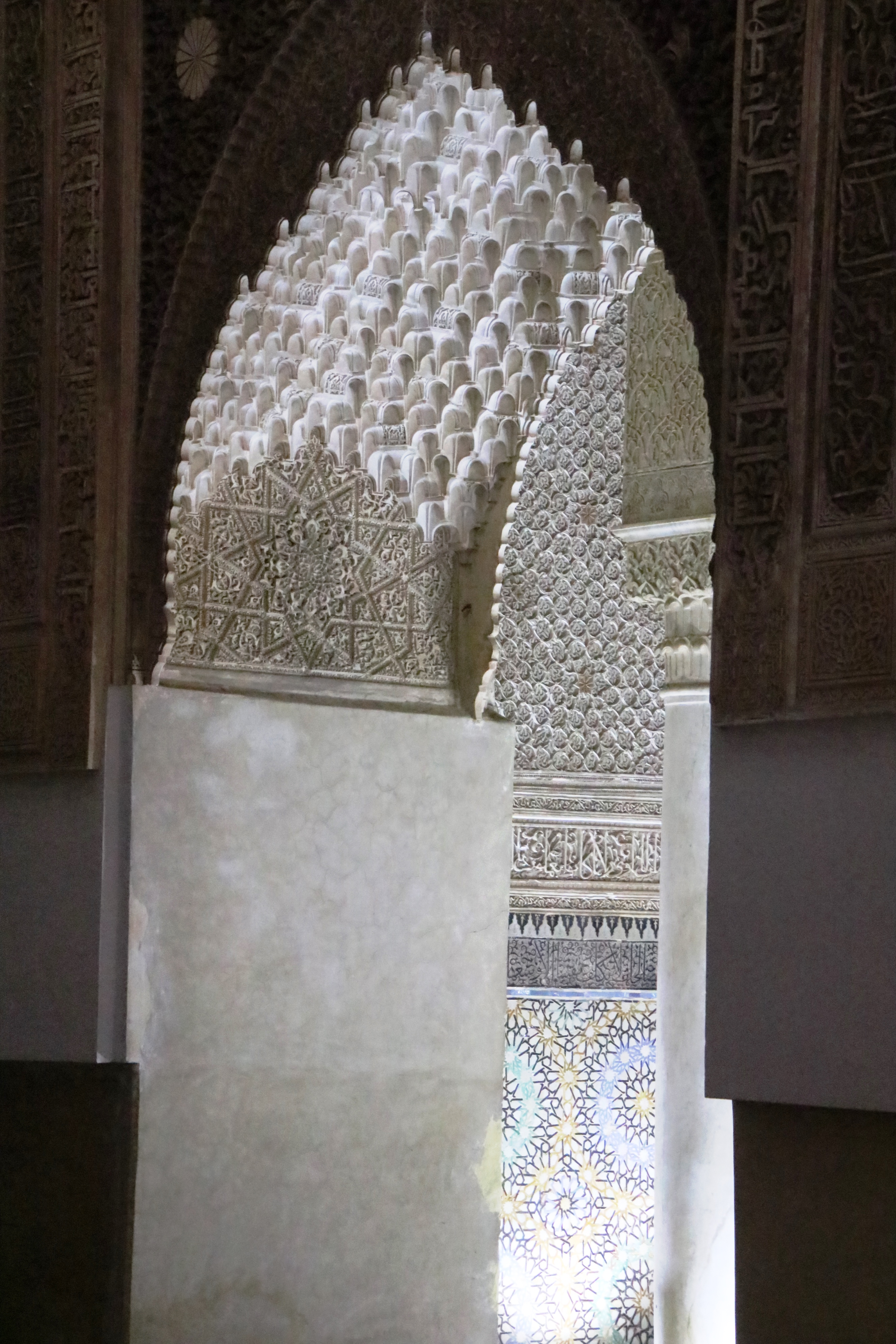
L'entrée voûtée muqarnas à la Chambre des douze colonnes.

#### Chambre aux douze colonnes (mausolée d'Ahmed al-Mansour)
Il s'agit de la grande chambre du mausolée d'Ahmed al-Mansur et de la chambre la plus richement décorée de toute la nécropole. Son tracé obéit à un plan précédemment établi, que l'on aperçoit au mausolée de Sidi Youssef Ben Ali à Marrakech (construit par le sultan saadien Moulay Abdallah) et dans les vestiges du cimetière de rawda à l' Alhambra de Grenade,. La chambre est carrée, mesurant 10 mètres de côté pour une élévation de 12 mètres de haut. Un carré légèrement plus petit est formé à l'intérieur de la chambre par les douze colonnes de marbre de Carrare disposées symétriquement en groupes de trois autour du centre de la pièce. Les chapiteaux des colonnes de marbre ont des profils simples mais sont recouverts de sculptures végétales ou arabesques en haut-relief. Plus exceptionnellement, chaque groupe de trois colonnes supporte deux petits arcs de muqarnas qui sont également en marbre (au lieu du bois ou du stuc habituel) et pourtant apparaissent aussi finement sculptés que les autres éléments de la pièce. L'espace entre les groupes de colonnes est recouvert d'arcs de muqarnas plus larges sculptés en stuc, mais les consoles ou les corbeaux sur lesquels reposent leurs bases sont également en marbre. Dans l'ensemble, les artisans qui ont construit la chambre ont pris grand soin de rendre la transition du marbre au stuc presque imperceptible, de sorte que les deux matériaux très différents semblent s'entremêler naturellement. L'utilisation de peinture rouge pour mettre en valeur les structures de stuc est encore visible à de nombreux endroits.
Les plafonds en bois de cèdre élaborés de la chambre comptent également parmi réalisations les plus exceptionnelles de l'art marocain et saadien. En raison de la disposition carrée dans un carré et des arcs jaillissant des coins de la place, il y a un grand plafond au centre et huit petits plafonds carrés et rectangulaires le long du bord extérieur de la chambre. Le plafond central à ossature de bois a la forme d'un dôme carré et est recouvert d'un motif en étoile. La forme et le motif sont similaires mais moins étendus que le célèbre plafond de la salle des ambassadeurs du palais de l' Alhambra. Sous le dôme lui-même se trouve une autre couche de transition de muqarnas en bois sculpté, et en dessous se trouvent deux bandes de décoration peintes de motifs arabesques et d'inscriptions calligraphiques arabes. Les plafonds rectangulaires le long des côtés de la chambre sont plats mais présentent des motifs géométriques ainsi que des coupoles miniatures de muqarnas. Enfin, les plafonds carrés plus petits dans les coins de la chambre sont des coupoles remplies de muqarnas. Les bandes supérieures de bois qui passent juste en dessous des plafonds sont également décorées de motifs en arc ainsi que de motifs arabes coufiques . Les plafonds sont tous peints dans des couleurs à dominante rouge et or, encore préservées aujourd'hui.
Les surfaces des parois de la chambre sont recouvertes de stuc sculpté ainsi que de carrelages en zellige plus habituels le long de leurs parties inférieures. Au centre de la pièce se trouve la pierre tombale d'Ahmed al-Mansour. Immédiatement à sa droite (du point de vue des visiteurs actuels qui voient la salle) se trouve la pierre tombale de son fils, le sultan Moulay Zidan (décédé en 1627), et à sa gauche immédiate se trouve la pierre tombale du sultan Mohammad ech-Cheikh es-Saghir (décédé en 1654-55). Dans cette salle se trouvent également les tombes de l'épouse d'al-Mansur, Lalla Aicha as-Shabaniyya (décédée en 1623) et du sultan Abd al-Malik II (décédé en 1631). Toutes leurs pierres tombales, d'un type appelé mqabriya, sont constituées d'un bloc de marbre allongé sculpté d'épitaphes arabes sur fond d'arabesques . Les mqabriya de ces cinq personnalités saadiennes sont particulièrement grands et ornés, et auraient été fabriqués par le même atelier d'artisans. Les pierres tombales d'autres membres de la dynastie de rang inférieur sont dispersées dans la pièce.
Aujourd'hui, l'entrée originale via la chambre du Mihrab étant interdite, les visiteurs pénètrent dans la chambre par une ouverture dans la paroi orientale du mausolée, directement de l'extérieur. Cette ouverture n'était à l'origine qu'une fenêtre, semblable aux fenêtres que l'on trouve dans les murs extérieurs d'autres sanctuaires au Maroc où les passants peuvent, depuis la rue, adresser des prières ou des cadeaux au défunt sans avoir à pénétrer dans le sanctuaire.

Curieusement, la plaque d'inscription en marbre incrustée dans le mur arrière de la chambre est dédiée à Mohammad ech-Cheikh et a probablement été déplacée ici de sa pierre tombale dans le mausolée oriental à travers les jardins. La raison et la date à laquelle elle été déplacée demeure mystérieuse,. 

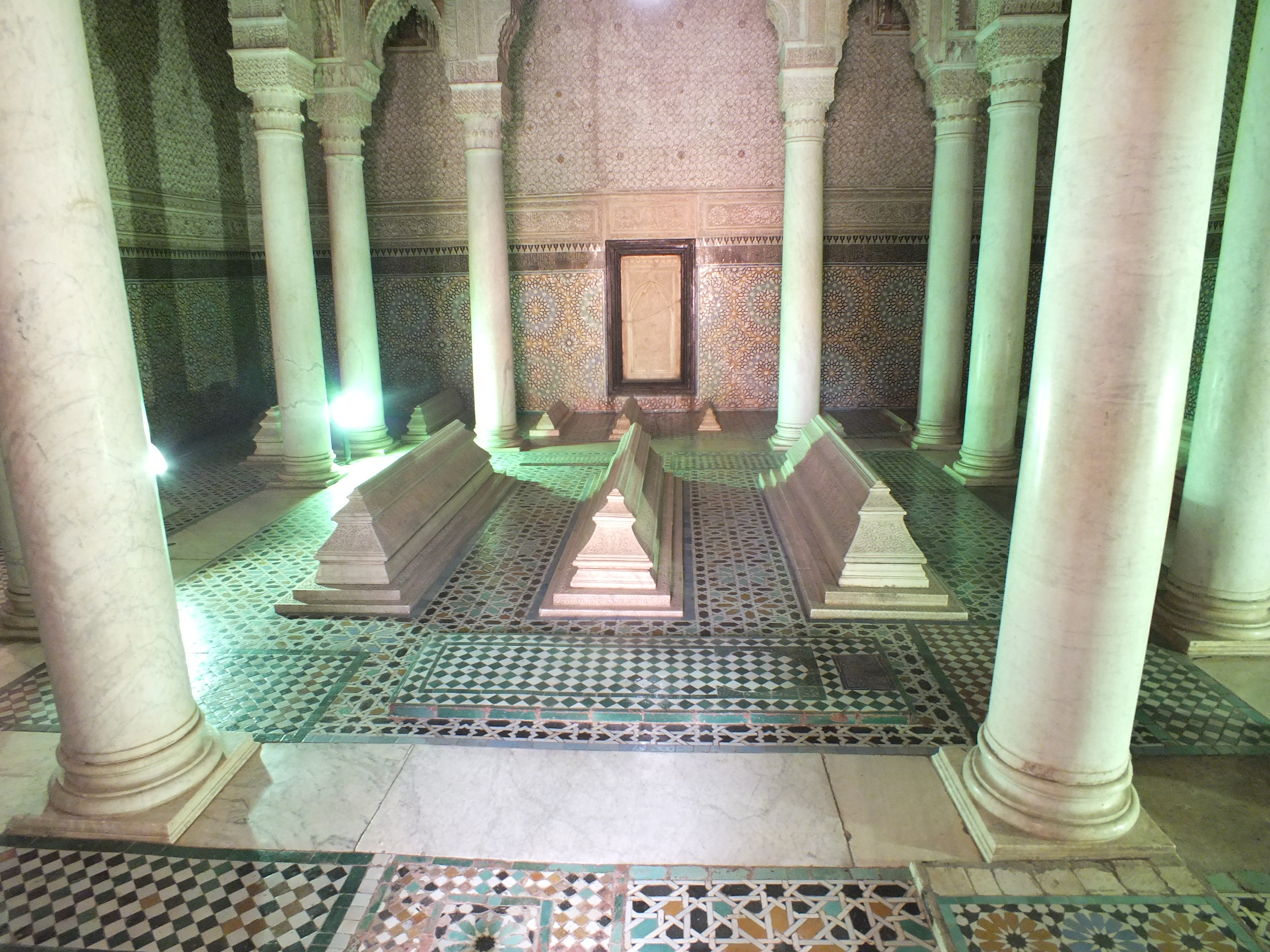
Chambre des douze colonnes. La pierre tombale du milieu est celle d' Ahmad al-Mansur .
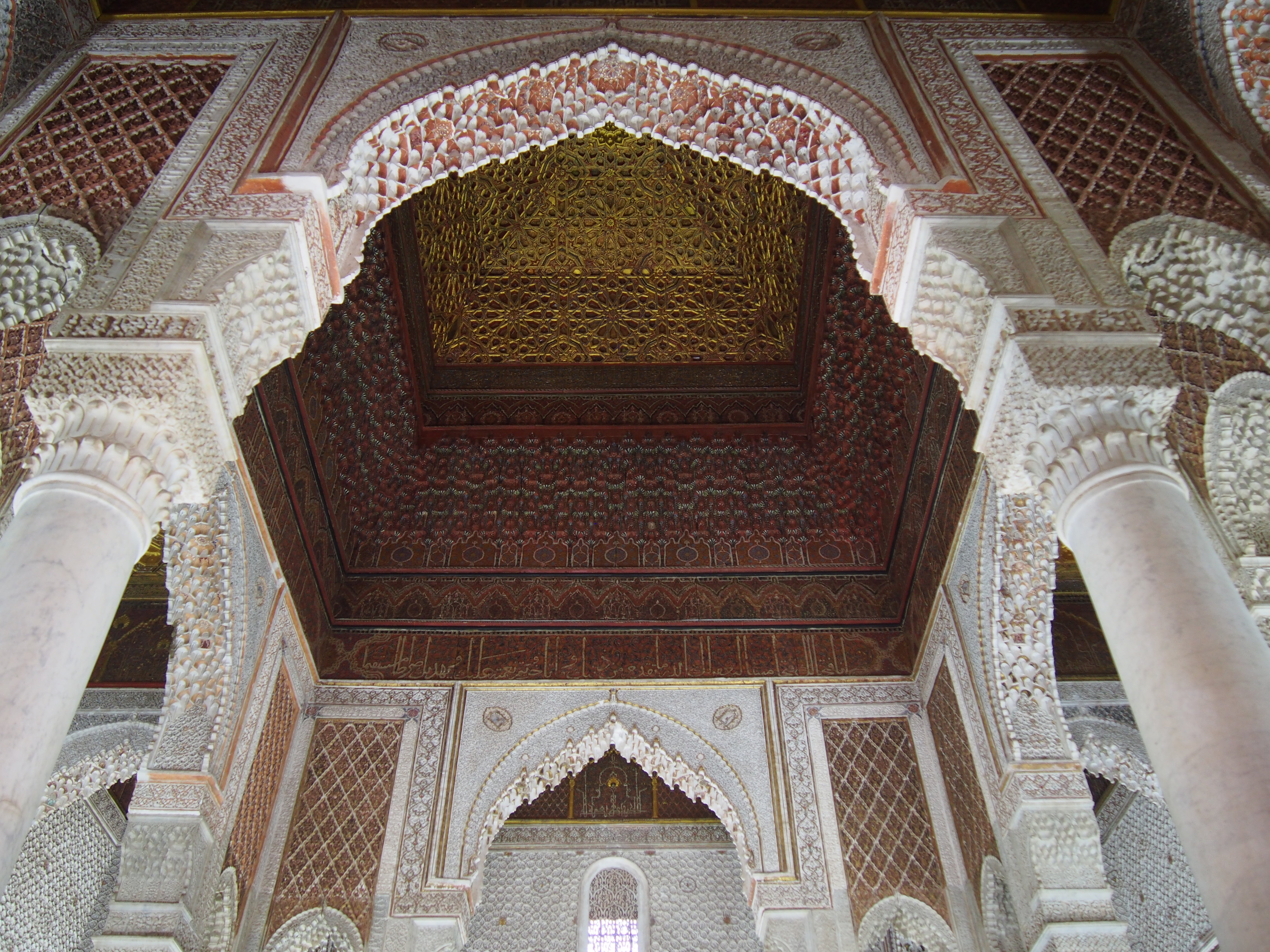
Vue du plafond de la chambre, avec un aperçu du plafond central en particulier.
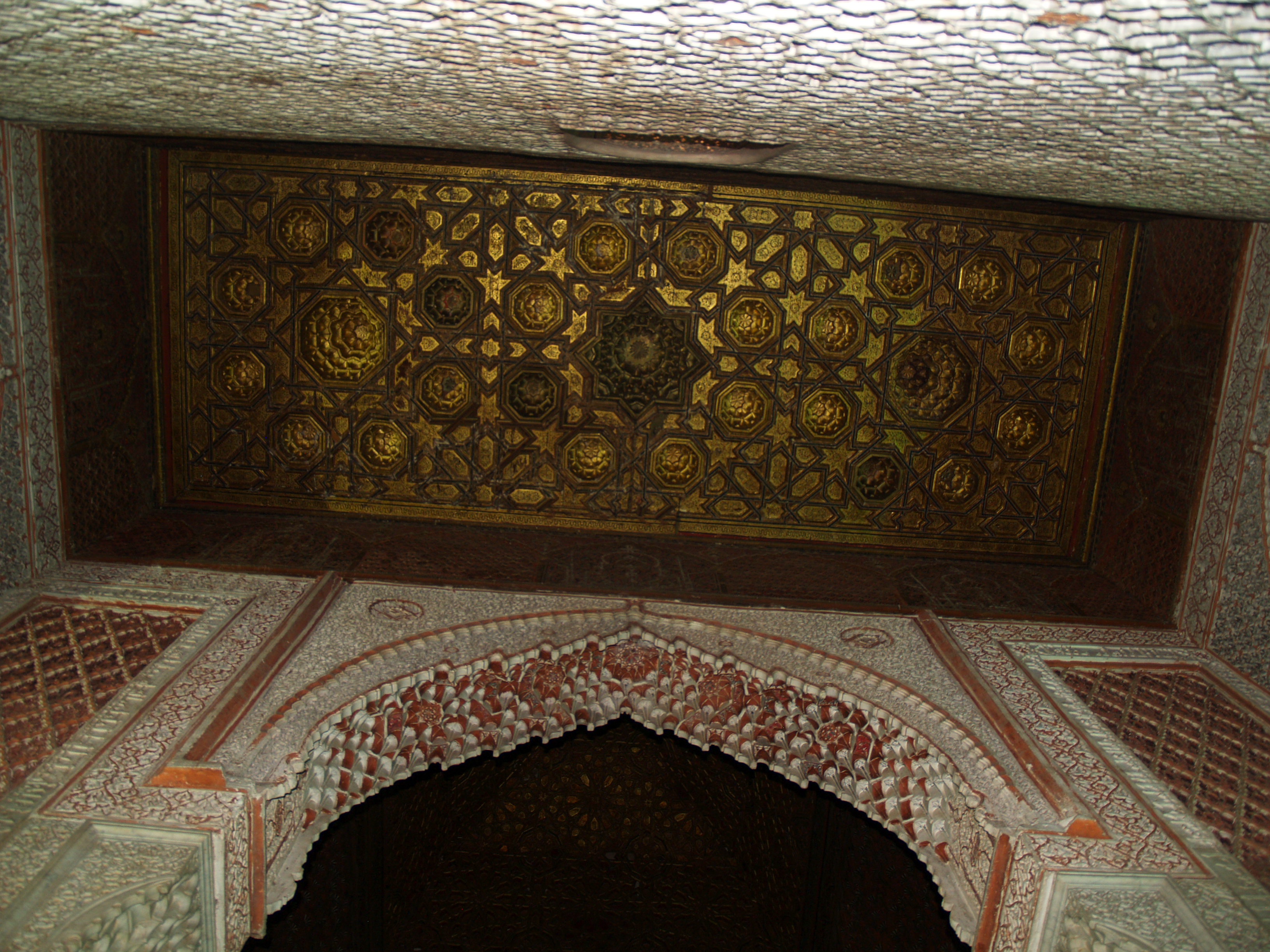
Un des plafonds rectangulaires le long des côtés de la chambre.
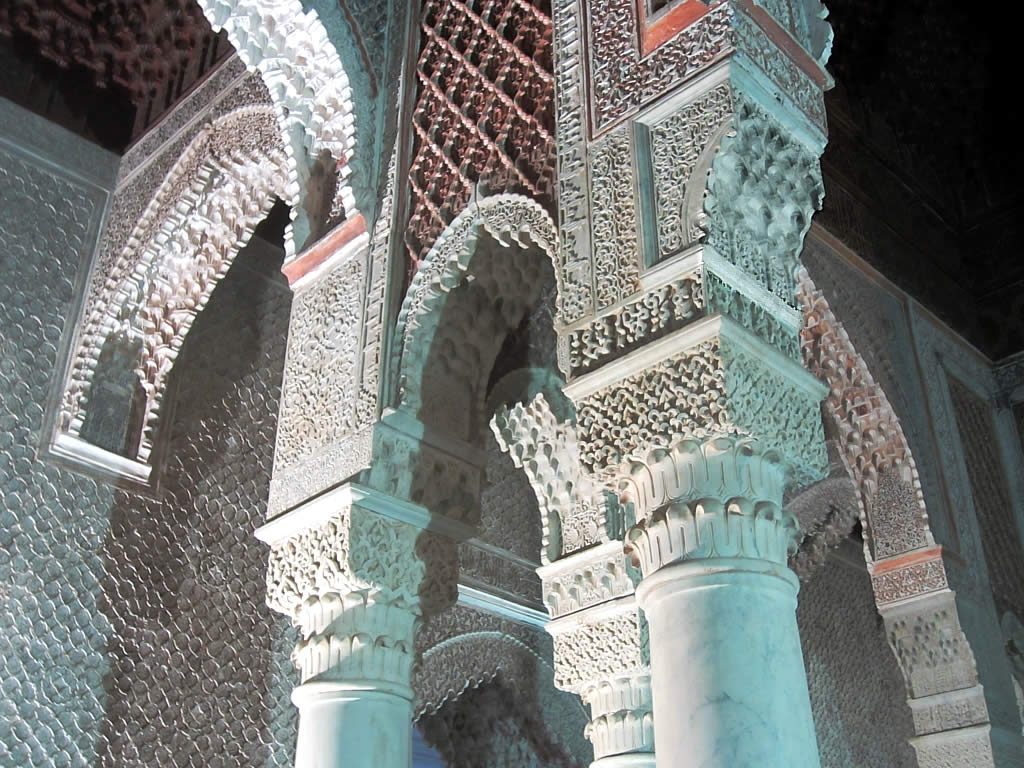
Détails des éléments en marbre et stuc se fondant dans les coins de la chambre.
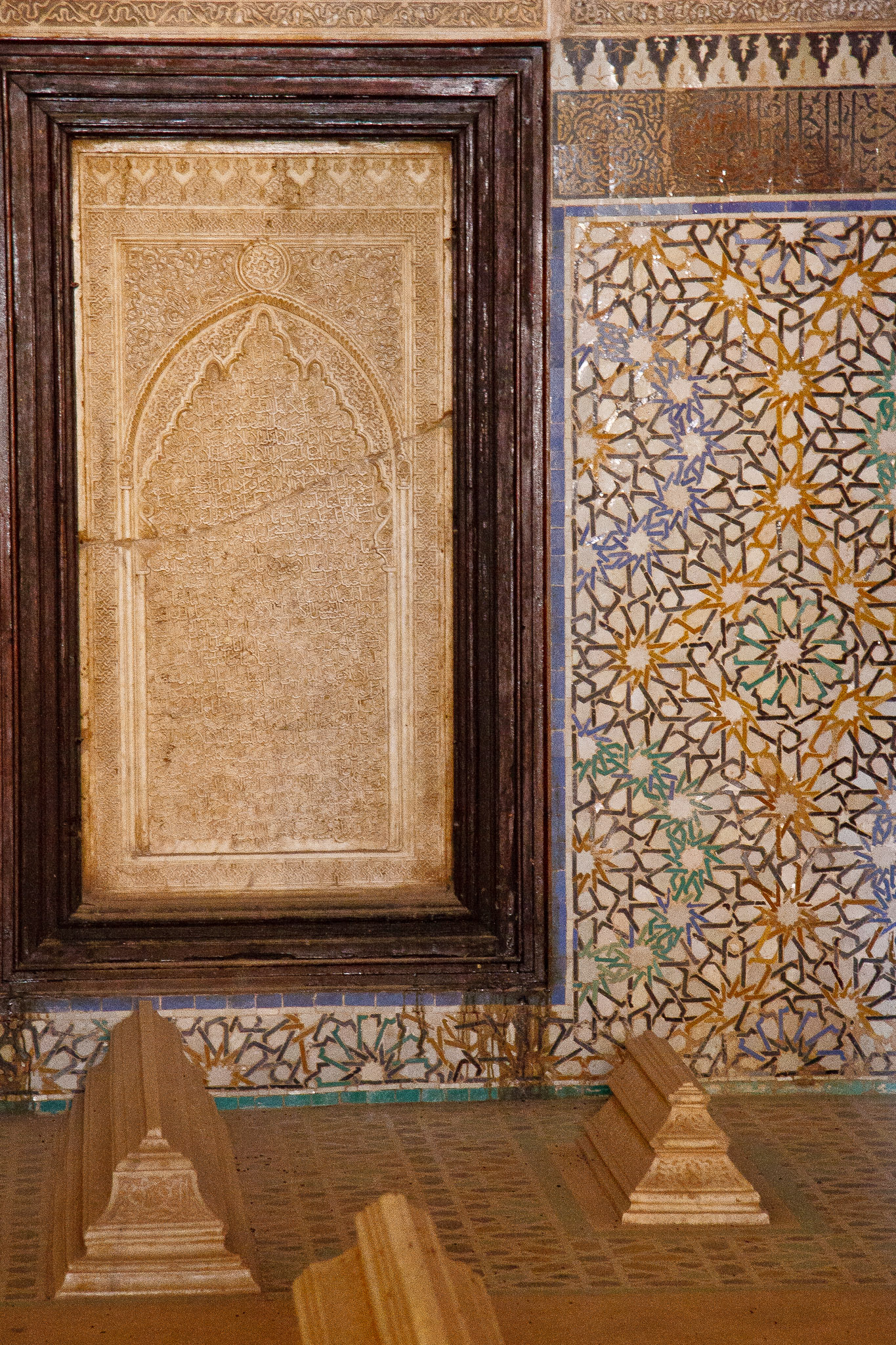
Le panneau d'inscription en marbre dédié à Mohammed ech-Cheikh (inexplicablement déplacé ici à une date inconnue).
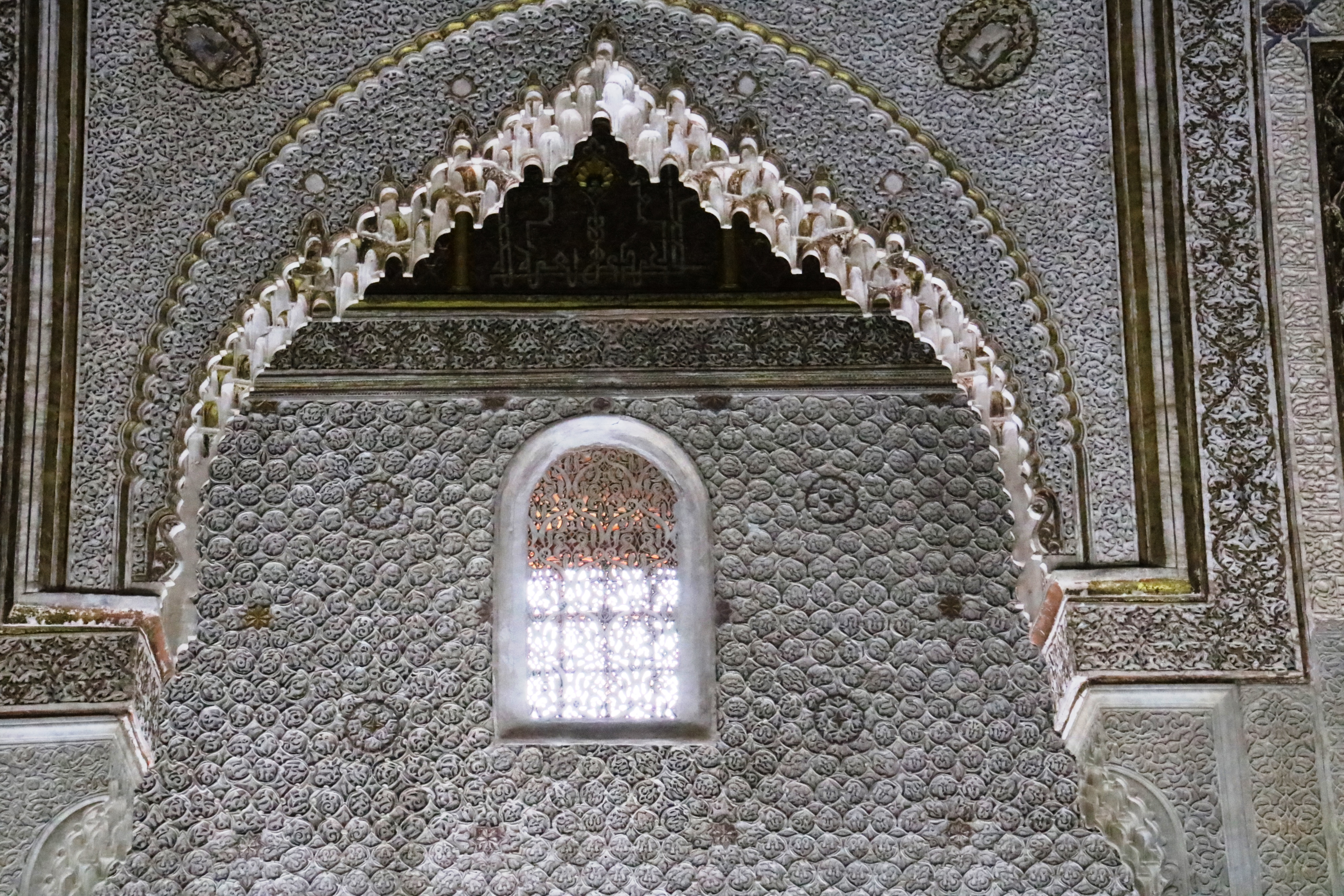
La paroi arrière de la chambre du mausolée.

#### Chambre aux trois niches

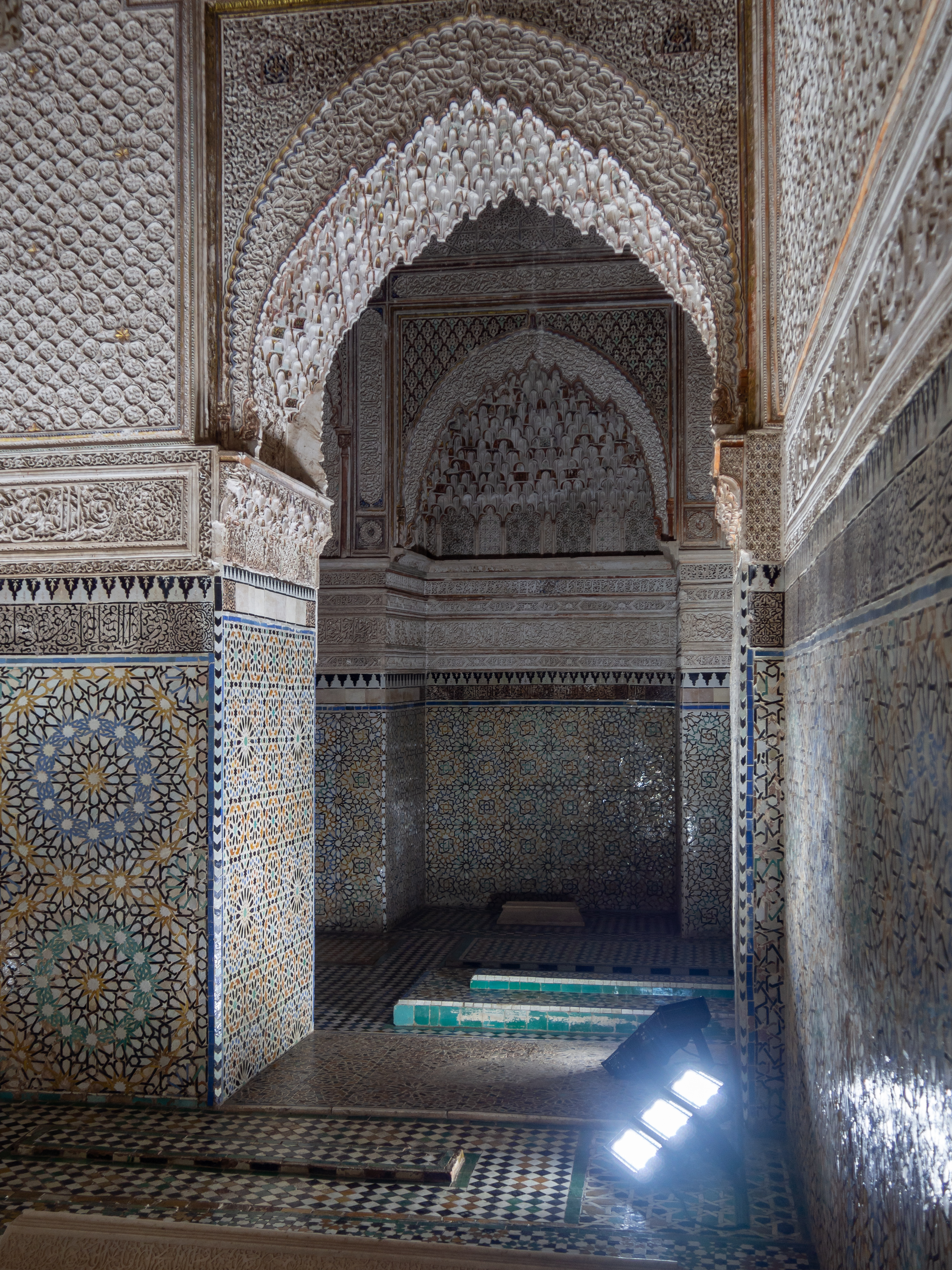
Aperçu de la chambre aux trois niches depuis le mausolée principal. (La chambre elle-même n'est actuellement pas accessible aux visiteurs)

La Chambre aux trois niches est une annexe de la chambre principale du mausolée et abrite des sépultures additionnelles, dont une épitaphe attestant la première inhumation (temporaire) du sultan mérinide Abu al-Hasan en 1351 (vraisemblablement transférée ici après la construction saadienne). Une autre plaque d'inscription en marbre, cette fois appartenant à Moulay Abdallah al-Ghalib, est encastrée dans l'un des murs de la chambre ici. Encore une fois, on ne sait pas pour quelle raison ni quand cette plaque a été déplacée de son emplacement originel (près de la tombe d'Abdallah dans le mausolée oriental) vers cette chambre annexe.
La chambre est accessible depuis la chambre des douze colonnes par deux ouvertures latérales dans la paroi nord de cette dernière. La disposition de la chambre est plus simple et ses plafonds sont également moins élaborés. Toutefois, ses murs sont recouverts d'ornements en stuc très complexes, avec une variété de motifs arabesques, géométriques et épigraphiques/calligraphiques.